# Brusque (Aveyron)
Pour les articles homonymes, voir Brusque.
Brusque [bʁy.skə] (occitan : Brusca [ˈbɾysko̯]) est une commune française, située dans le département de l'Aveyron, en région Occitanie.

## Géographie

### Localisation et communes limitrophes
La commune de Brusque se trouve au sud  du département de l'Aveyron, dans la petite région agricole des Monts de Lacaune.
Elle se situe à 113 km par la route de Rodez, préfecture du département, à 63 km de Millau, sous-préfecture, et à 53 km de La Cavalerie, bureau centralisateur du canton de Causses-Rougiers dont dépend la commune depuis 2015. La commune fait en outre partie du bassin de vie de Saint-Affrique.
Les communes les plus proches sont : Fayet (3,9 km), Arnac-sur-Dourdou (4,9 km), Peux-et-Couffouleux (5,9 km), Mélagues (6,3 km), Tauriac-de-Camarès (6,6 km), Sylvanès (7,4 km), Mounes-Prohencoux (8,0 km), Camarès (8,3 km), Gissac (8,8 km).
| Camarès                | Fayet             | Tauriac-de-Camarès |
| Peux-et-Couffouleux    | Brusque           | Mélagues           |
| Murat-sur-Vèbre (Tarn) | Arnac-sur-Dourdou |                    |

### Géologie et relief
La commune est située sur une zone de transition entre la plaine de Saint-Affrique et les monts de Lacaune, au relief très accidenté. Elle culmine avec le Merdelou, qui est le massif le plus élevé du sud-Aveyron et recèle plusieurs avens importants. Le climat se rapproche de celui de Lacaune, avec de très fortes précipitations d’octobre à avril, entraînant souvent de fortes crues.

### Hydrographie

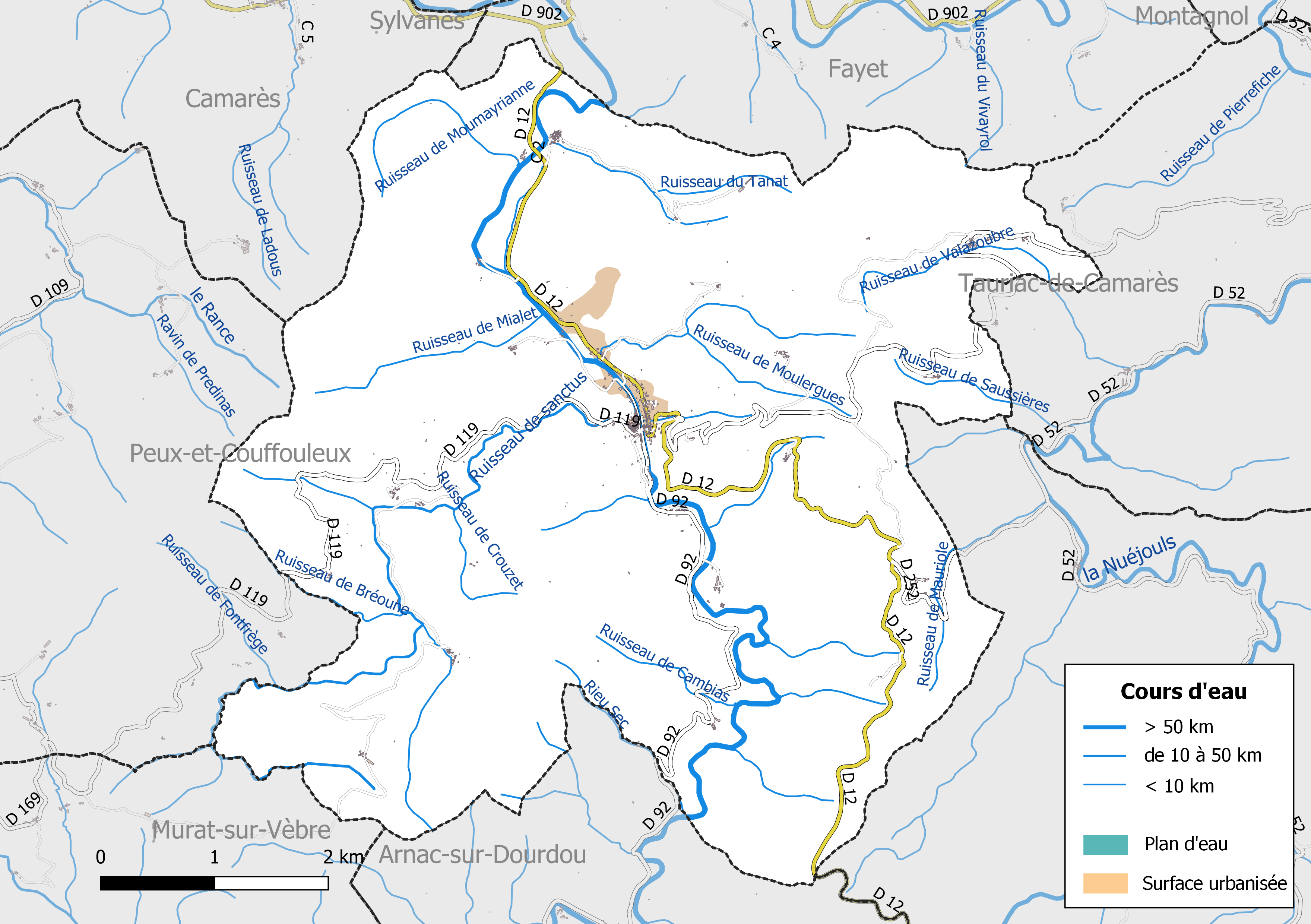
Réseaux hydrographique et routier de Brusque.

La commune est drainée par le Dourdou de Camarès, le ruisseau de sanctus, Rieu Sec, le ruisseau de Bréoune, le ruisseau de Brox, le ruisseau de Cambias, le ruisseau de Célieux, le ruisseau de Crouzet, le ruisseau de la Bouffie, le ruisseau de la Regagnerie, le ruisseau de Limbriac, le ruisseau de Mauriole, le ruisseau de Mialet, par divers petits cours d'eau.
Le Dourdou de Camarès, d'une longueur totale de 86,8 km, prend sa source dans la commune de Murat-sur-Vèbre (81) et se jette  dans le Tarn à Saint-Izaire, après avoir arrosé 13 communes.
La commune est limitrophe de la ligne de partage des eaux Méditerranée-Atlantique, située dans sa presque totalité du côté Atlantique.
Le village lui-même est situé au confluent du Dourdou et du ruisseau de Sanctus, qui sont franchis par un pont de confluent.

### Climat
Pour des articles plus généraux, voir Climat de l'Occitanie et Climat de l'Aveyron.
En 2010, le climat de la commune est de type climat des marges montargnardes, selon une étude s'appuyant sur une série de données couvrant la période 1971-2000. En 2020, Météo-France publie une typologie des climats de la France métropolitaine dans laquelle la commune est dans une zone de transition entre le climat de montagne et le climat méditerranéen et est dans une zone de transition entre les régions climatiques « Provence, Languedoc-Roussillon » et « Sud-est du Massif Central ».
Pour la période 1971-2000, la température annuelle moyenne est de 11,6 °C, avec une amplitude thermique annuelle de 15,4 °C. Le cumul annuel moyen de précipitations est de 1 179 mm, avec 9 jours de précipitations en janvier et 4,1 jours en juillet. Pour la période 1991-2020, la température moyenne annuelle observée sur la station météorologique installée sur la commune est de 11,0 °C et le cumul annuel moyen de précipitations est de 1 103,3 mm,. Pour l'avenir, les paramètres climatiques de la commune estimés pour 2050 selon différents scénarios d'émission de gaz à effet de serre sont consultables sur un site dédié publié par Météo-France en novembre 2022.
| Mois                                  | jan.          | fév.           | mars          | avril         | mai           | juin          | jui.         | août         | sep.          | oct.          | nov.          | déc.           | année      |
| ------------------------------------- | ------------- | -------------- | ------------- | ------------- | ------------- | ------------- | ------------ | ------------ | ------------- | ------------- | ------------- | -------------- | ---------- |
| Température minimale moyenne (°C)     | 0,6           | 0,5            | 2,9           | 5,9           | 8,6           | 12,5          | 14,7         | 14,9         | 12            | 8,8           | 4,4           | 1,9            | 7,3        |
| Température moyenne (°C)              | 3,2           | 3,6            | 6,5           | 9,8           | 12,6          | 16,8          | 19,6         | 20           | 16,3          | 12            | 6,9           | 4,5            | 11         |
| Température maximale moyenne (°C)     | 5,9           | 6,7            | 10,1          | 13,7          | 16,7          | 21,2          | 24,5         | 25           | 20,7          | 15,3          | 9,4           | 7,1            | 14,7       |
| Record de froid (°C) date du record   | −9,1 18.01.13 | −13,7 08.02.12 | −8,4 09.03.10 | −4,7 03.04.22 | −1,6 05.05.19 | 4,2 20.06.10  | 7,5 24.07.11 | 7,3 31.08.10 | 1,7 27.09.07  | −3,2 28.10.12 | −5,9 16.11.07 | −10,4 26.12.10 | −13,7 2012 |
| Record de chaleur (°C) date du record | 21,3 01.01.22 | 22,3 27.02.19  | 23,2 17.03.14 | 26,6 09.04.11 | 29 25.05.17   | 35,1 17.06.22 | 36 22.07.19  | 39 23.08.23  | 30,8 09.09.11 | 29 02.10.11   | 21,9 11.11.15 | 21,5 31.12.21  | 39 2023    |
| Précipitations (mm)                   | 96,7          | 70,9           | 104,7         | 112,3         | 119,8         | 58,6          | 42,3         | 36,2         | 74,6          | 176,6         | 140,3         | 70,3           | 1 103,3    |

### Milieux naturels et biodiversité

#### Espaces protégés
La protection réglementaire est le mode d’intervention le plus fort pour préserver des espaces naturels remarquables et leur biodiversité associée.
Dans ce cadre, la commune fait partie d'un espace protégé, le Parc naturel régional des Grands Causses, créé en 1995 et d'une superficie de 327 937 ha. Ce territoire rural habité, reconnu au niveau national pour sa forte valeur patrimoniale et paysagère, s’organise autour d’un projet concerté de développement durable, fondé sur la protection et la valorisation de son patrimoine,.

#### Zones naturelles d'intérêt écologique, faunistique et floristique
L’inventaire des zones naturelles d'intérêt écologique, faunistique et floristique (ZNIEFF) a pour objectif de réaliser une couverture des zones les plus intéressantes sur le plan écologique, essentiellement dans la perspective d’améliorer la connaissance du patrimoine naturel national et de fournir aux différents décideurs un outil d’aide à la prise en compte de l’environnement dans l’aménagement du territoire.
Le territoire communal de Brusque comprend trois ZNIEFF de type 1, : 
- les « Bois et crêtes de Merdelou » (752,5 ha)[18]
- le « Pont de la Mouline, vallée du Dourdou d'Arnac à Brusque, forêts du haut-Dourdou, du Mayni et de Saint-thomas » (2 606 ha)[19];
- la « Rocailles de la Grotte Notre-Dame » (82,3 ha)[20]

et une ZNIEFF de type 2,, 
le « Rougier de Camarès » (56 714 ha), qui s'étend sur 33 communes dont 32 dans l'Aveyron et une dans l'Hérault.

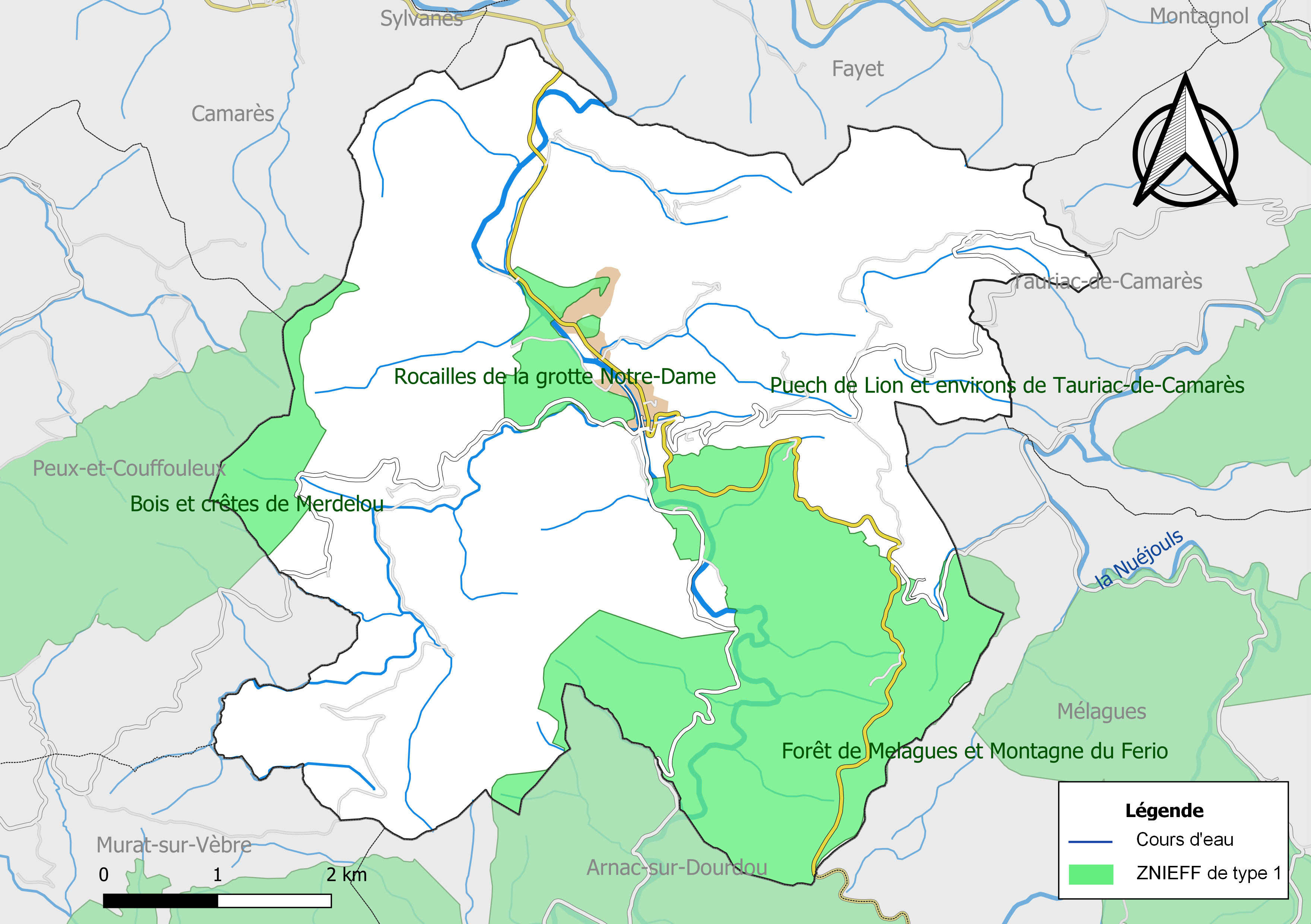
Carte des ZNIEFF de type 1 de la commune.
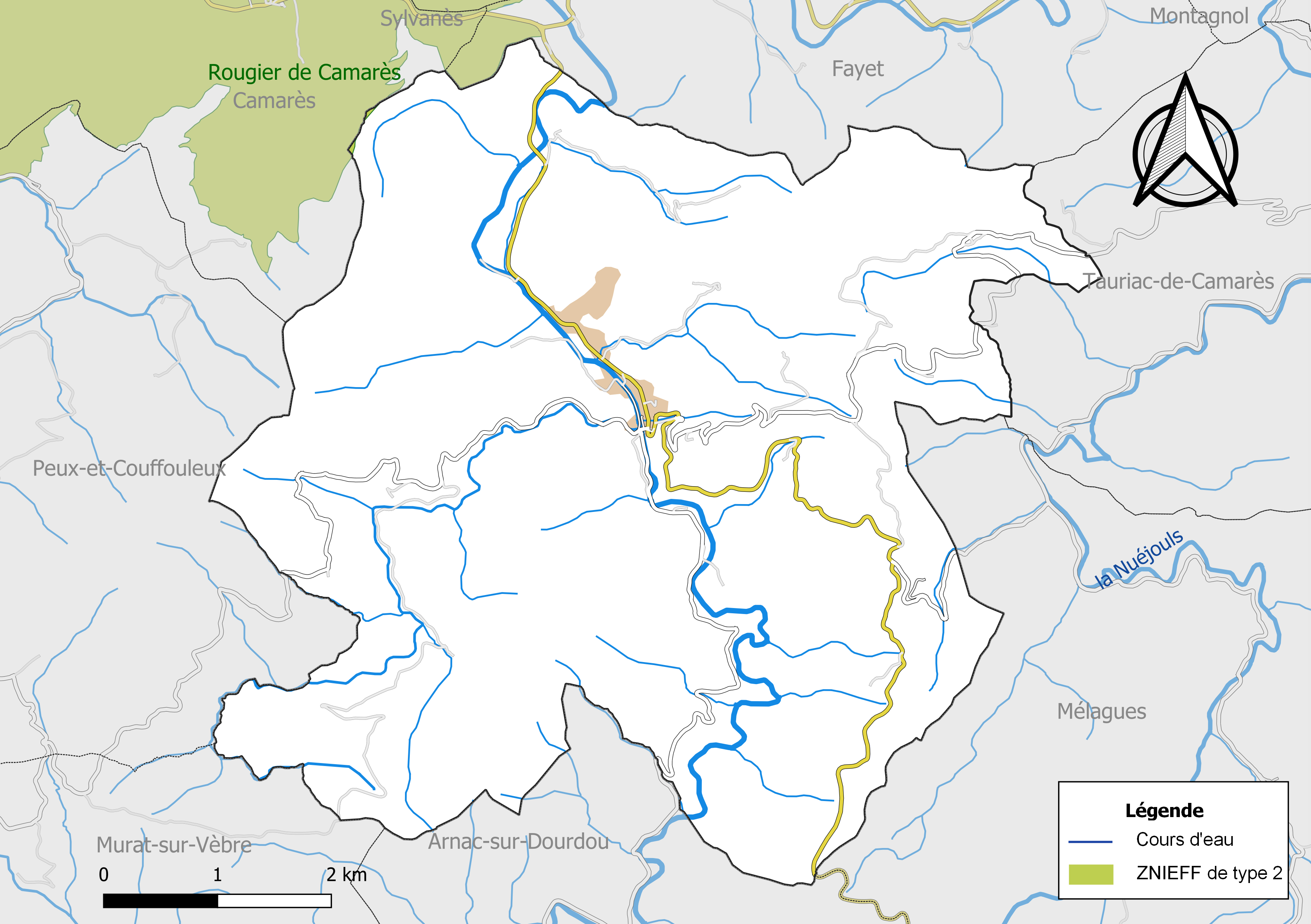
Carte de la ZNIEFF de type 2 de la commune.

## Urbanisme

### Typologie
Au 1er janvier 2024, Brusque est catégorisée commune rurale à habitat dispersé, selon la nouvelle grille communale de densité à 7 niveaux définie par l'Insee en 2022.
Elle est située hors unité urbaine et hors attraction des villes,.

### Occupation des sols

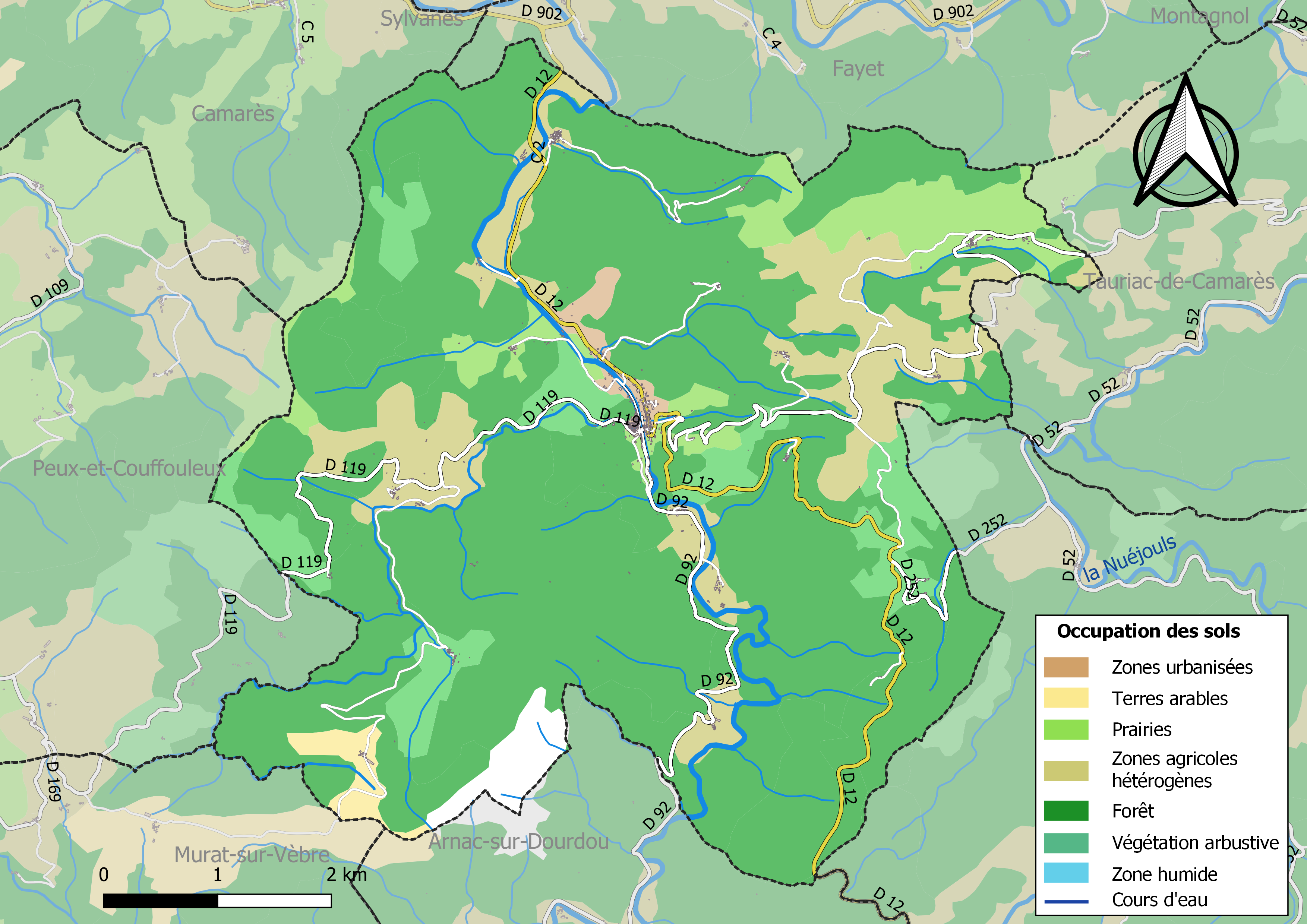
Infrastructures et occupation des sols de la commune de Brusque.

L'occupation des sols de la commune, telle qu'elle ressort de la base de données européenne d’occupation biophysique des sols Corine Land Cover (CLC), est marquée par l'importance des forêts et milieux semi-naturels (80 % en 2018), en augmentation par rapport à 1990 (76,1 %). La répartition détaillée en 2018 est la suivante : 
forêts (72,8 %), zones agricoles hétérogènes (11,9 %), milieux à végétation arbustive et/ou herbacée (6,7 %), prairies (6 %), zones urbanisées (1,1 %), terres arables (1 %), espaces ouverts, sans ou avec peu de végétation (0,5 %).

### Hameaux et lieux-dits
La commune compte de nombreux hameaux. Dans sa recension des lieux habités de l'Aveyron de 1868, Jean-Louis Dardé comptait sept « villages » (plus de 25 habitants), six « hameaux » (moins de 25) et vingt-trois lieux-dits qui sont des maisons isolées. Les hameaux actuels sont au nombre de onze : Brox, Cambias, Cribas, Cusses, la Devèze de Brusque, le Crouzet, Mialet, Moulergues, Pressouyres, la Regagnerie, Saussières, Sials, le Tannat, Viales. Le domaine de Céras est devenu un village de vacances centré autour d'un plan d'eau artificiel.
Ce tableau liste les hameaux présents sur la commune de Brusque.
- Baraque (la)
- Bouffie (la)
- Bréonne
- Brox
- Brusque
- Cambias
- Castel Nouvel
- Célieux
- Céras
- Combes (las)
- Couffil (le)
- Cribas
- Crouzet
- Cusses
- Cussette
- Dégoutal (le)
- Jasse (la)
- Ladoux
- Maurissol
- Mialet
- Moulergues
- Moulin de Delmas
- Pressouyres
- Regagnerie (la)
- Saint-Thomas
- Saussières
- Sials
- Soubras
- Tanat (le)
- Thérondels
- Valasoubre
- Viales

### Planification
La loi SRU du 13 décembre 2000 a incité fortement les communes à se regrouper au sein d’un établissement public, pour déterminer les partis d’aménagement de l’espace au sein d’un SCoT, un document essentiel d’orientation stratégique des politiques publiques à une grande échelle. La commune est dans le territoire du SCoT du Parc naturel régional des Grands Causses, approuvé le vendredi 7 juillet 2017 par le comité syndical et mis à l’enquête publique en décembre 2019. La structure porteuse est le Pôle d'équilibre territorial et rural du PNR des Grands Causses, qui associe huit communautés de communes, notamment la communauté de communes Monts, Rance et Rougier, dont la commune est membre.
La commune disposait en 2017 d'une carte communale approuvée et un plan local d'urbanisme était en élaboration.

### Risques majeurs
Le territoire de la commune de Brusque est vulnérable à différents aléas naturels : inondations, climatiques (hiver exceptionnel ou canicule), feux de forêts et séisme (sismicité très faible).
Il est également exposé à deux risques particuliers, les risques radon et minier,.

#### Risques naturels

Zones inondables de la commune de Brusque.

Certaines parties du territoire communal sont susceptibles d’être affectées par le risque d’inondation par débordement du Dourdou de Conques. Les dernières grandes crues historiques, ayant touché plusieurs parties du département, remontent aux 3 et 4 décembre 2003 (dans les bassins du Lot, de l'Aveyron, du Viaur et du Tarn) et au 28 novembre 2014 (bassins de la Sorgues et du Dourdou). Ce risque est pris en compte dans l'aménagement du territoire de la commune par le biais du Plan de prévention du risque inondation (PPRI) du bassin du « Dourdou de Camarès amont», approuvé le 6 décembre 2012.
Le Plan départemental de protection des forêts contre les incendies découpe le département de l’Aveyron en sept « bassins de risque » et définit une sensibilité des communes à l’aléa feux de forêt (de faible à très forte). La commune est classée en sensibilité forte.
Les mouvements de terrains susceptibles de se produire sur la commune sont liés à la présence de cavités souterraines localisées sur la commune,.

#### Risques particuliers
La commune est concernée par le risque minier, principalement lié à l’évolution des cavités souterraines laissées à l’abandon et sans entretien après l’exploitation des mines.
Dans plusieurs parties du territoire national, le radon, accumulé dans certains logements ou autres locaux, peut constituer une source significative d’exposition de la population aux rayonnements ionisants. Toutes les communes du département sont concernées par le risque radon à un niveau plus ou moins élevé. La commune de Brusque est classée à risque faible avec facteurs géologiques.

## Histoire

### Des origines à la constitution du consulat
On trouve sur le terroir de Brusque des traces d'occupation ancienne, notamment un oppidum de l'époque gallo-romaine, et des traces d'activité minière. Ainsi l'aven naturel de Bouco-Payrol se prolonge par d'importantes galeries de mines ayant servi à l'exploitation du cuivre depuis le Ier siècle av. J.-C..
Brusque est le siège d'une viguerie carolingienne, voisine mais indépendante de celle de Camarès, et signalée dès 883 dans le cartulaire de l'abbaye de Vabres. Ces domaines sont dans la mouvance du comté de Rodez. La viguerie de Brusque comprenait les territoires des actuelles communes de Arnac, Fayet, Mélagues, Tauriac, ainsi que Blanc (actuelle commune de Peux-et-Couffouleux). Cette dernière paroisse s'en détachera rapidement, tandis que les cinq autres resteront groupées jusqu'à la Révolution en une communauté unique, qui portera successivement les noms de baronnie de Brusque, marquisat de Brusque-Fayet.
Brusque fut détaché au Xe siècle du comté de Rodez pour former partie de la vicomté d'Albi, domaine de la famille Trencavel. C'est en 1060 qu'est citée pour la première fois la présence d'un « castrum » à Brusque. Jusqu'au début du XIIe siècle, la terre de Brusque est donnée en fiefs, qui s'émiettent et on trouve de nombreux co-seigneurs (jusqu'à 5 simultanément), portant le nom « de Brusque ». Les Trencavel reprennent le territoire en main, par rachat, en 1156, tandis que la famille « de Brusque » se replie sur ses possessions de Blanc, dorénavant détaché du Brusquès.
Avec la croisade des Albigeois, Brusque passa successivement aux mains de Simon de Montfort puis des comtes de Toulouse Raymond VI et Raymond VII. Ce dernier accorda la constitution d'un consulat en 1244. Cette manœuvre visait sans doute à s'attacher la fidélité de la ville, pour contrer l'influence du sénéchal de Béziers, représentant le roi. En effet, à peu près à la même époque, le château de Brusque fut assiégé par les troupes royales.

### La seigneurie de Brusque jusqu'à la Renaissance
On ignore à quelle date, antérieure à 1316, Brusque fut inféodé par le roi à la famille des Clermont-Lodève. La seigneurie restera dans les mains de leurs descendants jusqu'à la veille de la Révolution. Elle sera érigée en baronnie en 1367. Les Clermont-Lodève remettront parfois la gestion de Brusque à des vassaux, sans qu'on en ait la liste exhaustive.
En 1328, le roi Philippe VI concède aux habitants de Brusque le droit de tenir une foire. Après la bataille de Poitiers (1356), Brusque avec tout le Rouergue passe sous obédience anglaise. La victoire de Bouchard VII de Vendôme à la bataille de Montlaur, en 1369, fit repasser la ville dans le giron français.
Dans la première moitié du XVIe siècle Tristan II de Clermont-Lodève ou l'un de ses fils fit construire le château de Fayet, conçu comme résidence d'agrément occupant une place plus centrale dans leurs nombreuses possessions.

### Des guerres de Religion à la Révolution
La propagation de la Réforme dans la Haute-Marche du Rouergue s'accompagna de graves troubles : l'implantation des églises réformées de Millau en 1561, Saint-Affrique en 1562, Camarès en 1563 s'effectua en force ; de nombreux villages eurent à subir siège ou exactions. Mais Brusque semble avoir traversé la période sans connaître d'acte de violence, et la communauté protestante y a vite grossi, en coexistence pacifique avec les catholiques. L'église réformée de Brusque est dans la dépendance de celle de Camarès jusque vers 1600, où elle prend son indépendance.
La baronnie de Brusque passe sur ses entrefaites par mariage à la famille d’Arpajon-Sévérac, qui semble avoir voulu garder une certaine neutralité en matière religieuse. Elle est érigée en marquisat en 1610. Lors du traité de Paris (1626), Louis XIII accorde quatre places-fortes aux protestants en Rouergue (et quatre seulement), dont Brusque. Quelques troubles accompagneront la révocation de l'édit de Nantes.
En 1689, la seigneurie passe par mariage aux La Rochefoucauld, comtes de Roucy, puis de nouveau en 1725 à Louis Antoine de Gontaut-Biron. Tous ces seigneurs résidaient maintenant habituellement à Paris. Peu avant la Révolution, la veuve de Louis Antoine vendait le marquisat de Brusque-Fayet à François de Nougarède.

## Héraldique
| Blason de Brusque | D'or aux deux chevaux affrontés de sable. |

## Politique et administration

### Découpage territorial
La commune de Brusque est membre de la communauté de communes Monts, Rance et Rougier, un établissement public de coopération intercommunale (EPCI) à fiscalité propre créé le 1er janvier 2017 dont le siège est à Belmont-sur-Rance. Ce dernier est par ailleurs membre d'autres groupements intercommunaux.
Sur le plan administratif, elle est rattachée à l'arrondissement de Millau, au département de l'Aveyron et à la région Occitanie. Sur le plan électoral, elle dépend du  canton des Causses-Rougiers pour l'élection des conseillers départementaux, depuis le redécoupage cantonal de 2014 entré en vigueur en 2015, et de la troisième circonscription de l'Aveyron  pour les élections législatives, depuis le dernier découpage électoral de 2010.

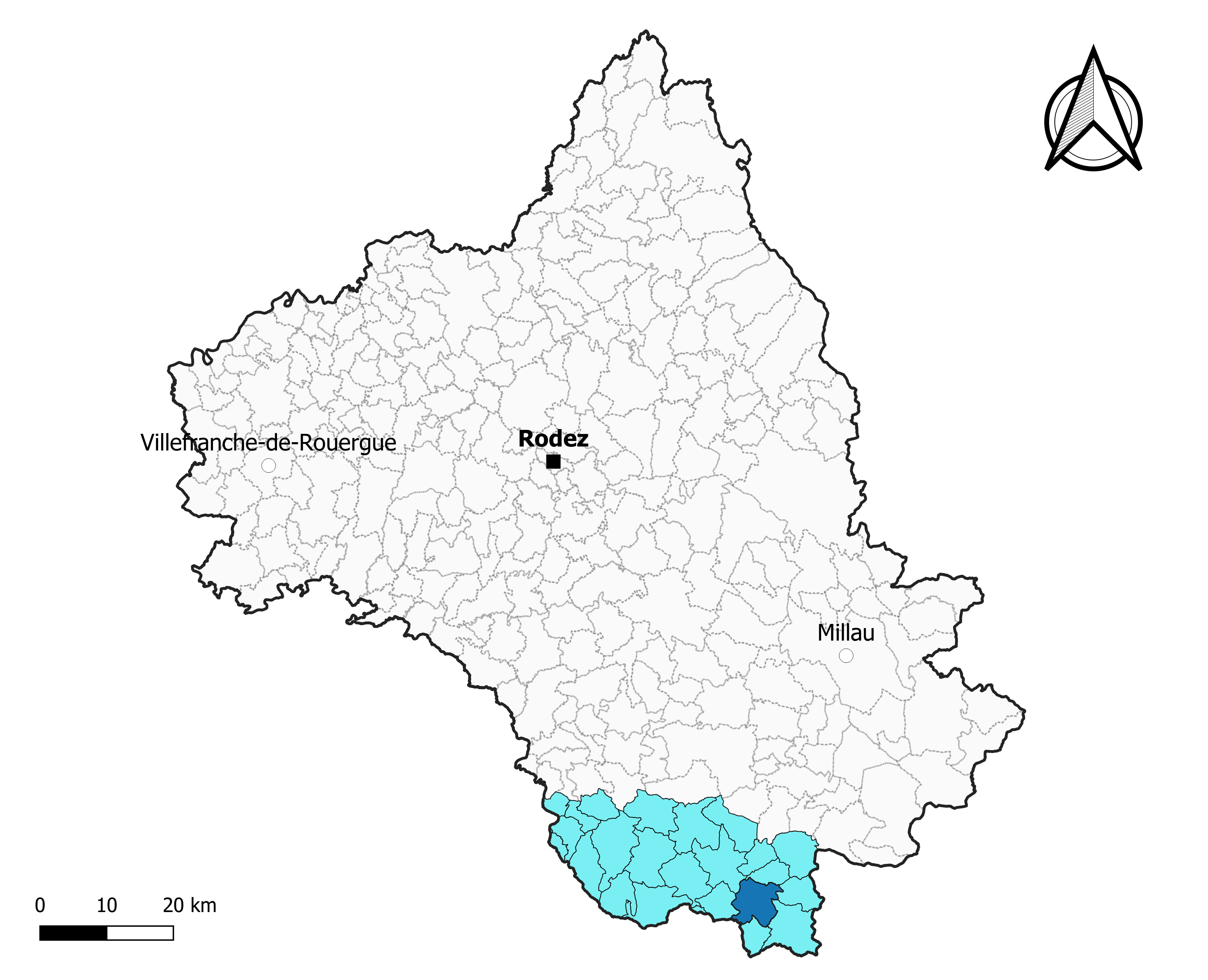
Brusque dans l'intercommunalité en 2020.
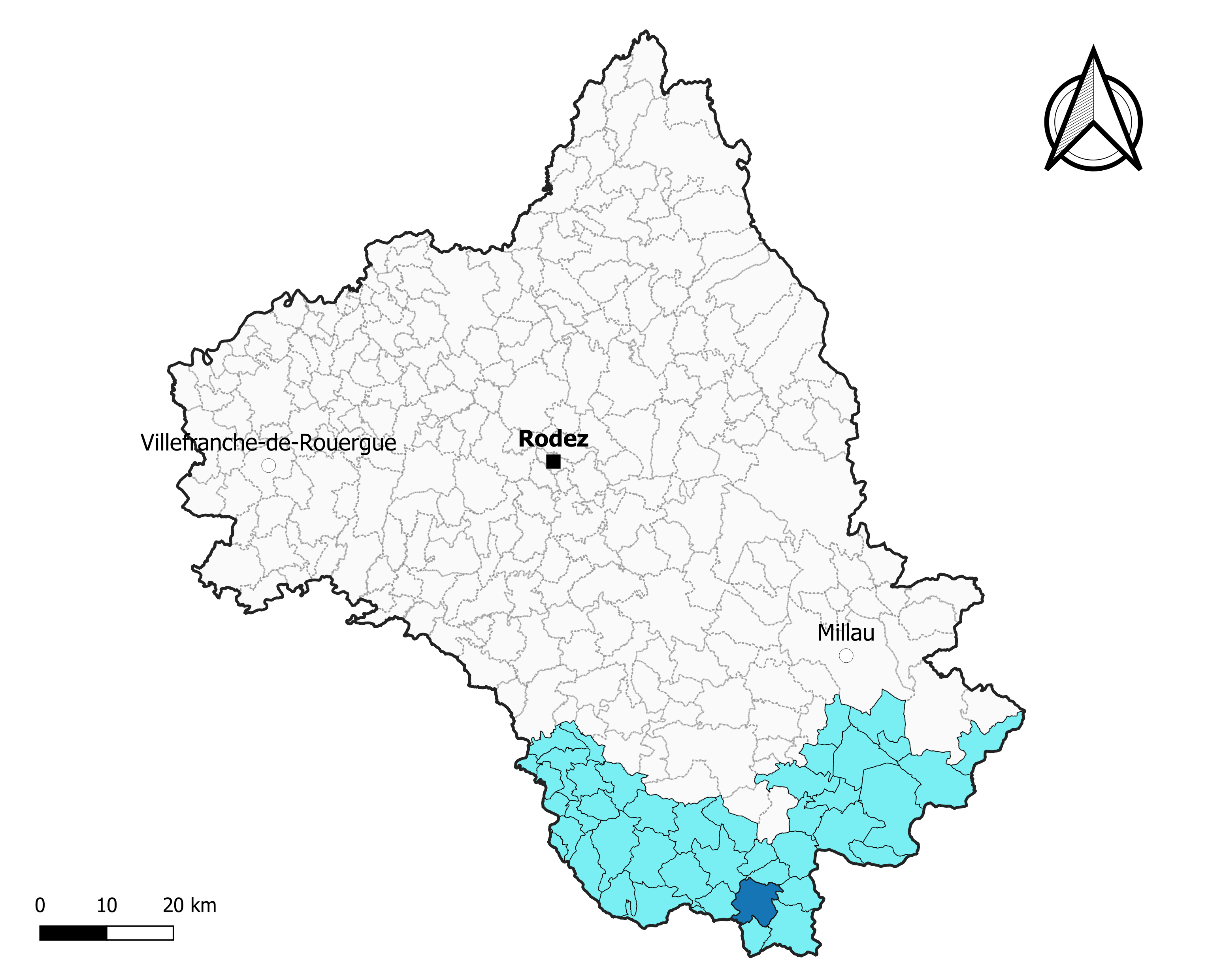
Brusque dans le canton des Causses-Rougiers en 2020.
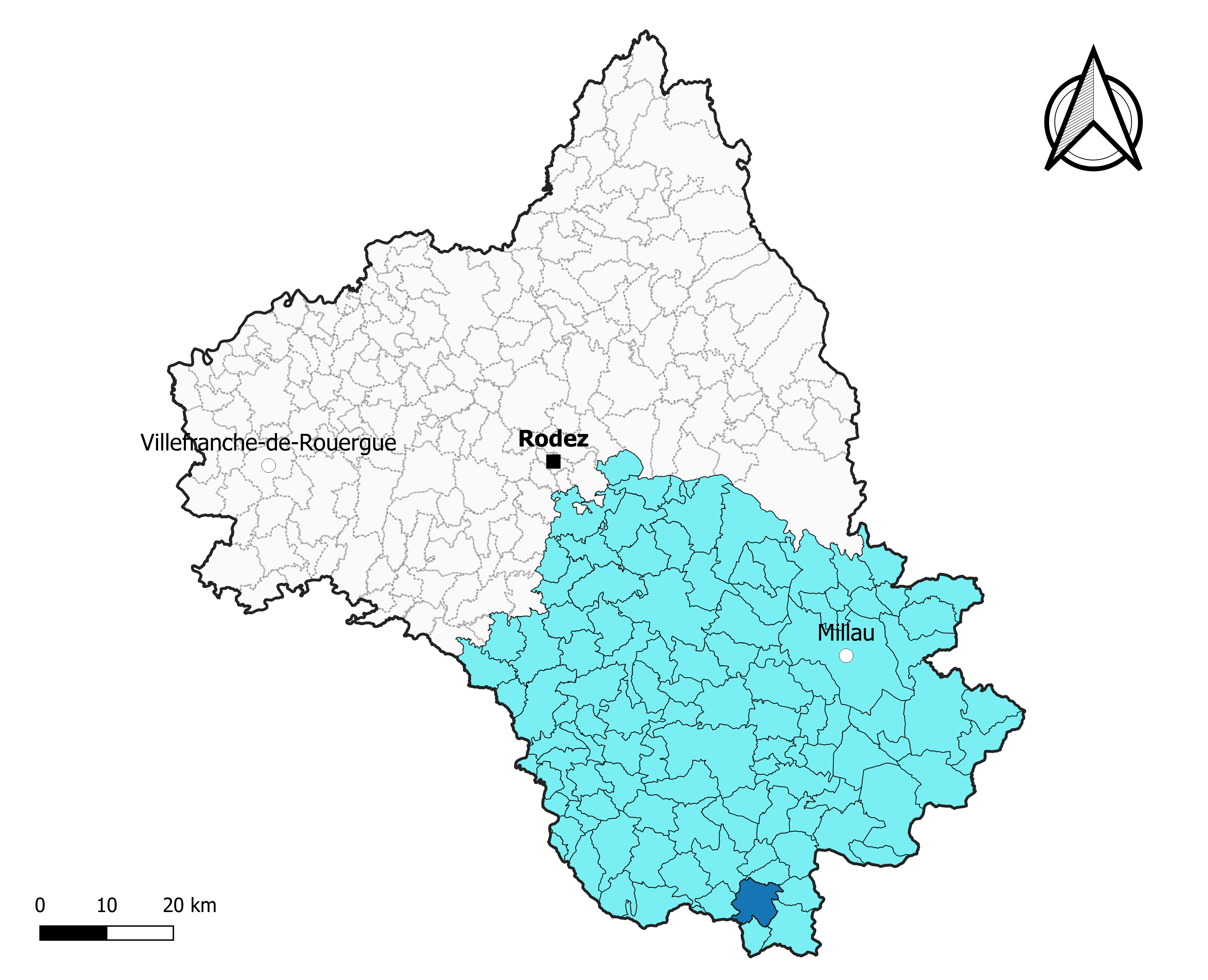
Brusque dans l'arrondissement de Millau en 2020.

### Élections municipales et communautaires

#### Élections de 2020
Le conseil municipal de Brusque, commune de moins de 1 000 habitants, est élu au scrutin majoritaire plurinominal à deux tours avec candidatures isolées ou groupées et possibilité de panachage. Compte tenu de la population communale, le nombre de sièges à pourvoir lors des élections municipales de 2020 est de 11. Sur les vingt-trois candidats en lice, neuf  sont élus dès le premier tour, le 15 mars 2020, avec un taux de participation de 82,39 %. Les deux conseillers restant à élire sont élus au second tour, qui se tient le 28 juin 2020 du fait de la pandémie de Covid-19, avec un taux de participation de 79,25 %.
Hélène Ros-Chico est élue nouvelle maire de la commune le 4 juillet 2020.
Dans les communes de moins de 1 000 habitants, les conseillers communautaires sont désignés parmi les conseillers municipaux élus en suivant l’ordre du tableau (maire, adjoints puis conseillers municipaux) et dans la limite du nombre de sièges attribués à la commune au sein du conseil communautaire. Un siège est attribué à la commune au sein de la communauté de communes Monts, Rance et Rougier.

#### Liste des maires
| Période                                  | Période      | Identité          | Étiquette | Qualité                           |
| ---------------------------------------- | ------------ | ----------------- | --------- | --------------------------------- |
| 1977                                     | juillet 2020 | André Bernat      |           | Retraité salarié du secteur privé |
| juillet 2020                             | En cours     | Hélène Ros-Chico, |           | Profession libérale               |
| Les données manquantes sont à compléter. |              |                   |           |                                   |

## Démographie
L'évolution du nombre d'habitants est connue à travers les recensements de la population effectués dans la commune depuis 1793. Pour les communes de moins de 10 000 habitants, une enquête de recensement portant sur toute la population est réalisée tous les cinq ans, les populations de référence des années intermédiaires étant quant à elles estimées par interpolation ou extrapolation. Pour la commune, le premier recensement exhaustif entrant dans le cadre du nouveau dispositif a été réalisé en 2008.

En 2022, la commune comptait 259 habitants, en évolution de −9,12 % par rapport à 2016 (Aveyron : +0,37 %, France hors Mayotte : +2,11 %).
| 1793  | 1800 | 1821  | 1831  | 1836  | 1841  | 1846  | 1851  | 1856  |
| ----- | ---- | ----- | ----- | ----- | ----- | ----- | ----- | ----- |
| 1 057 | 848  | 1 080 | 1 151 | 1 236 | 1 200 | 1 175 | 1 160 | 1 193 |

| 1861  | 1866  | 1872  | 1876  | 1881  | 1886  | 1891  | 1896  | 1901  |
| ----- | ----- | ----- | ----- | ----- | ----- | ----- | ----- | ----- |
| 1 258 | 1 348 | 1 181 | 1 301 | 1 367 | 1 280 | 1 197 | 1 246 | 1 143 |

| 1906 | 1911 | 1921 | 1926 | 1931 | 1936 | 1946 | 1954 | 1962 |
| ---- | ---- | ---- | ---- | ---- | ---- | ---- | ---- | ---- |
| 999  | 976  | 887  | 825  | 788  | 743  | 738  | 701  | 545  |

| 1968 | 1975 | 1982 | 1990 | 1999 | 2006 | 2008 | 2013 | 2018 |
| ---- | ---- | ---- | ---- | ---- | ---- | ---- | ---- | ---- |
| 594  | 540  | 527  | 422  | 366  | 326  | 314  | 293  | 268  |

| 2022 | - | - | - | - | - | - | - | - |
| ---- | - | - | - | - | - | - | - | - |
| 259  | - | - | - | - | - | - | - | - |

## Économie

### Revenus
En 2018  (données Insee publiées en septembre 2021), la commune compte 134 ménages fiscaux, regroupant 242 personnes. La médiane du revenu disponible par unité de consommation est de 19 060 € (20 640 € dans le département).

### Emploi
| Division       | 2008  | 2013  | 2018   |
| -------------- | ----- | ----- | ------ |
| Commune        | 5,8 % | 9,2 % | 15,7 % |
| Département    | 5,4 % | 7,1 % | 7,1 %  |
| France entière | 8,3 % | 10 %  | 10 %   |

En 2018, la population âgée de 15 à 64 ans s'élève à 121 personnes, parmi lesquelles on compte 65,3 % d'actifs (49,6 % ayant un emploi et 15,7 % de chômeurs) et 34,7 % d'inactifs,. En  2018, le taux de chômage communal (au sens du recensement) des 15-64 ans est supérieur à celui de la France et du département, alors qu'il était inférieur à celui de la France en 2008.
La commune est hors attraction des villes,. Elle compte 80 emplois en 2018, contre 87 en 2013 et 103 en 2008. Le nombre d'actifs ayant un emploi résidant dans la commune est de 61, soit un indicateur de concentration d'emploi de 131,3 % et un taux d'activité parmi les 15 ans ou plus de 31,4 %.
Sur ces 61 actifs de 15 ans ou plus ayant un emploi, 30 travaillent dans la commune, soit 49 % des habitants. Pour se rendre au travail, 75,4 % des habitants utilisent un véhicule personnel ou de fonction à quatre roues, 3,3 % les transports en commun, 16,4 % s'y rendent en deux-roues, à vélo ou à pied et 4,9 % n'ont pas besoin de transport (travail au domicile).

### Activités hors agriculture
36 établissements sont implantés  à Brusque au 31 décembre 2019. Le tableau ci-dessous en détaille le nombre par secteur d'activité et compare les ratios avec ceux du département,.
| Secteur d'activité                                                     | Commune | Commune | Département |
| Secteur d'activité                                                     | Nombre  | %       | %           |
| ---------------------------------------------------------------------- | ------- | ------- | ----------- |
| Ensemble                                                               | 36      |         |             |
| Industrie manufacturière, industries extractives et autres             | 14      | 38,9 %  | (17,7 %)    |
| Construction                                                           | 4       | 11,1 %  | (13 %)      |
| Commerce de gros et de détail, transports, hébergement et restauration | 10      | 27,8 %  | (27,5 %)    |
| Activités immobilières                                                 | 2       | 5,6 %   | (4,2 %)     |
| Administration publique, enseignement, santé humaine et action sociale | 4       | 11,1 %  | (12,7 %)    |
| Autres activités de services                                           | 2       | 5,6 %   | (7,8 %)     |

Le secteur de l'industrie manufacturière, des industries extractives et autres est prépondérant sur la commune puisqu'il représente 38,9 % du nombre total d'établissements de la commune (14 sur les 36 entreprises implantées  à Brusque), contre 17,7 % au niveau départemental.

### Agriculture
|               | 1988 | 2000 | 2010 | 2020 |
| ------------- | ---- | ---- | ---- | ---- |
| Exploitations | 18   | 12   | 5    | 5    |
| SAU (ha)      | 528  | 564  | 333  | 319  |

La commune est dans les Monts de Lacaune, une petite région agricole occupant le sud du département de l'Aveyron. En 2020, l'orientation technico-économique de l'agriculture  sur la commune est l'élevage d'ovins ou de caprins. Cinq exploitations agricoles ayant leur siège dans la commune sont dénombrées lors du recensement agricole de 2020 (18 en 1988). La superficie agricole utilisée est de 319 ha,,.

## Culture locale et patrimoine

### Patrimoine civil
- Maison Carrière. Belle demeure typiquement aveyronnaise construite en pierre. Cette maison construite pour la famille Carrière, s'élève dans le quartier du Castellat. Un beau jardin suspendu domine de sa hauteur la rivière Dourdou.

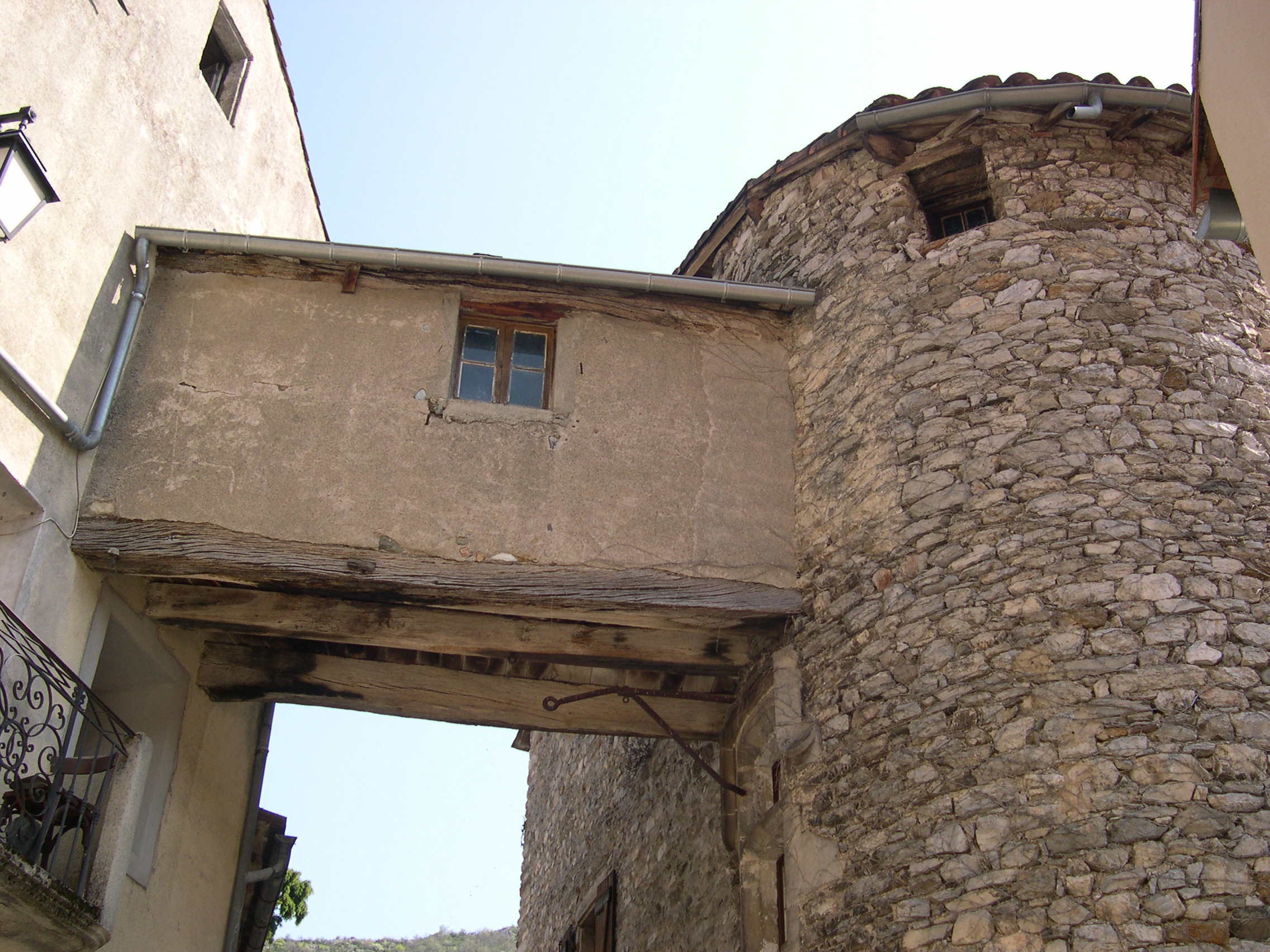
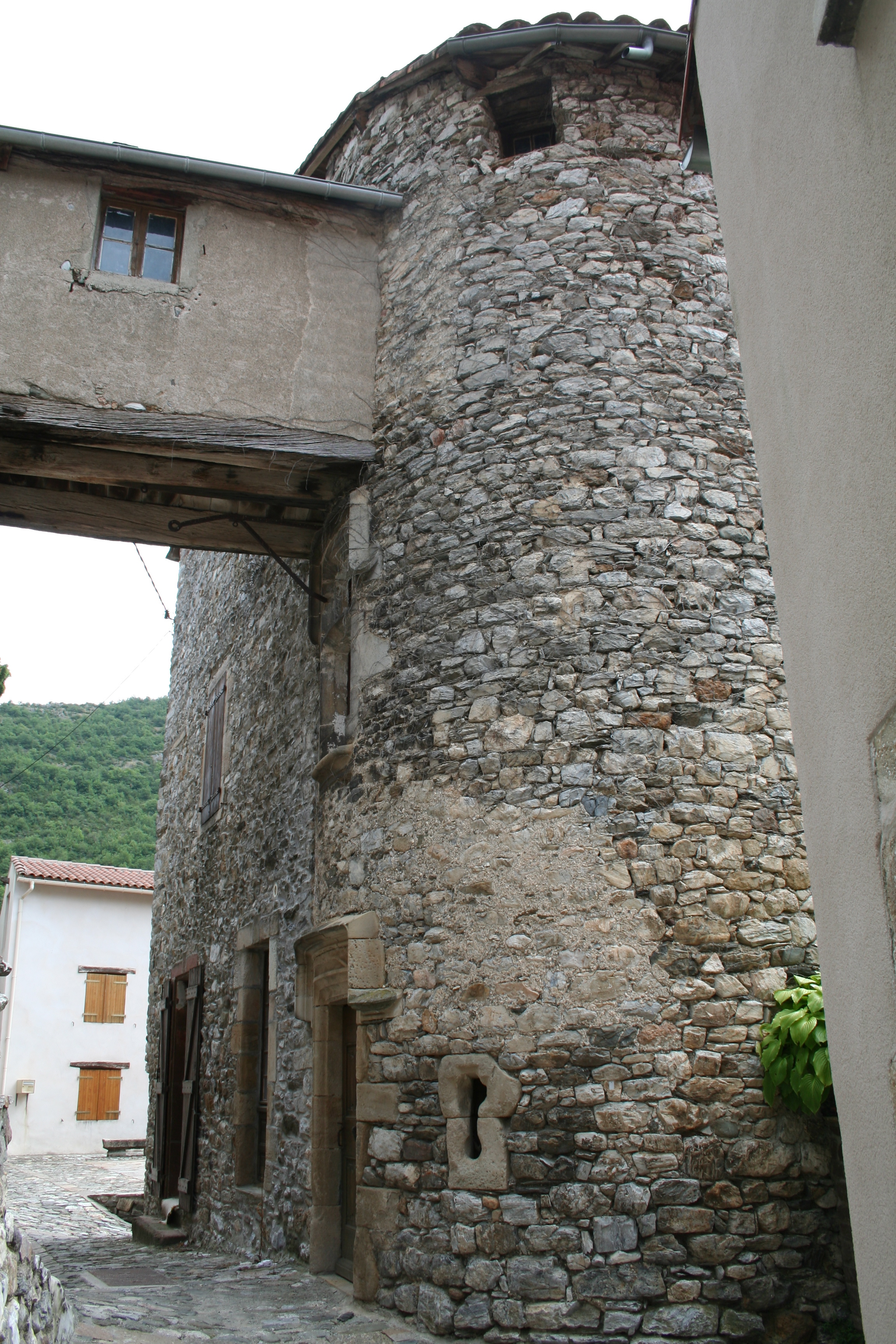
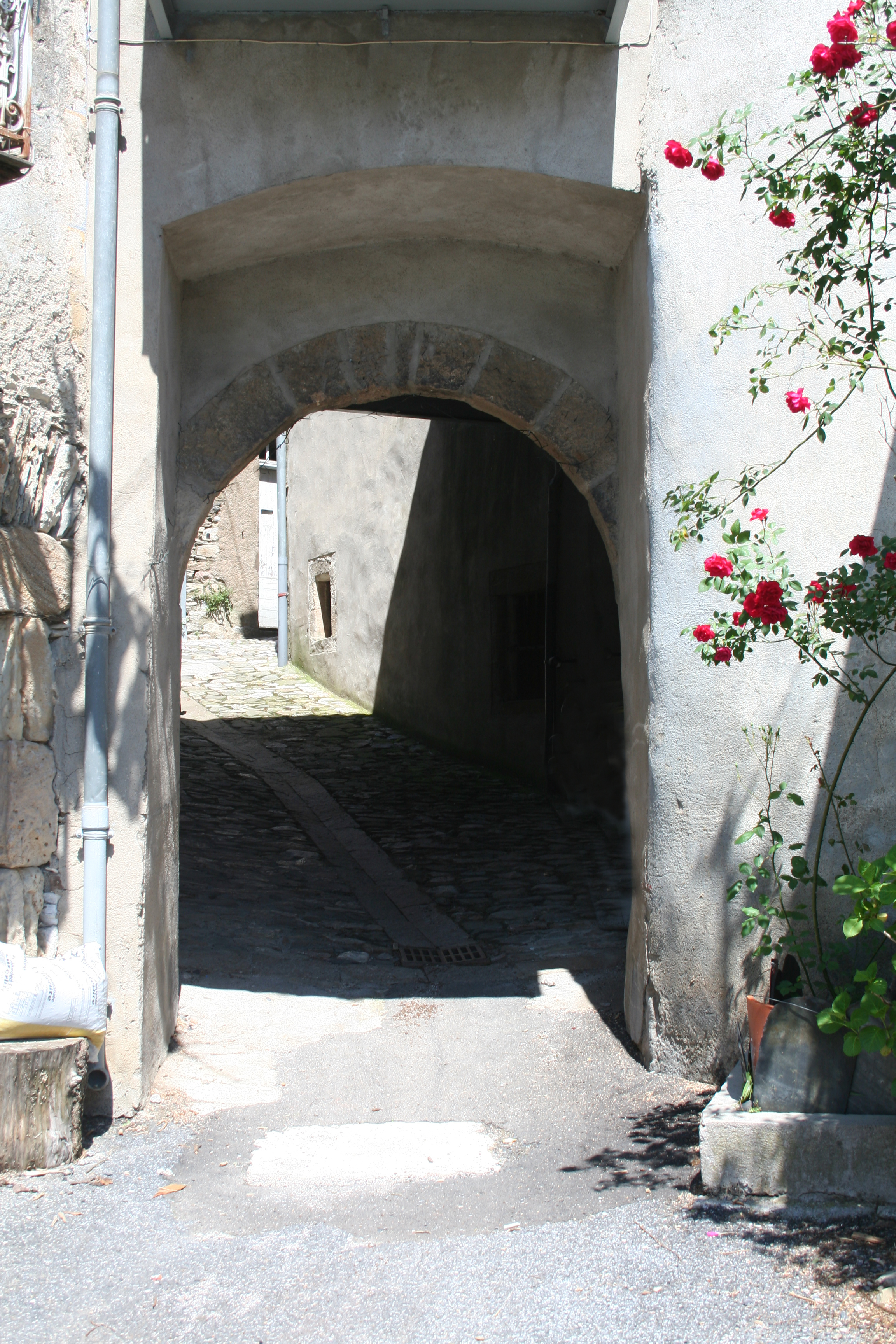
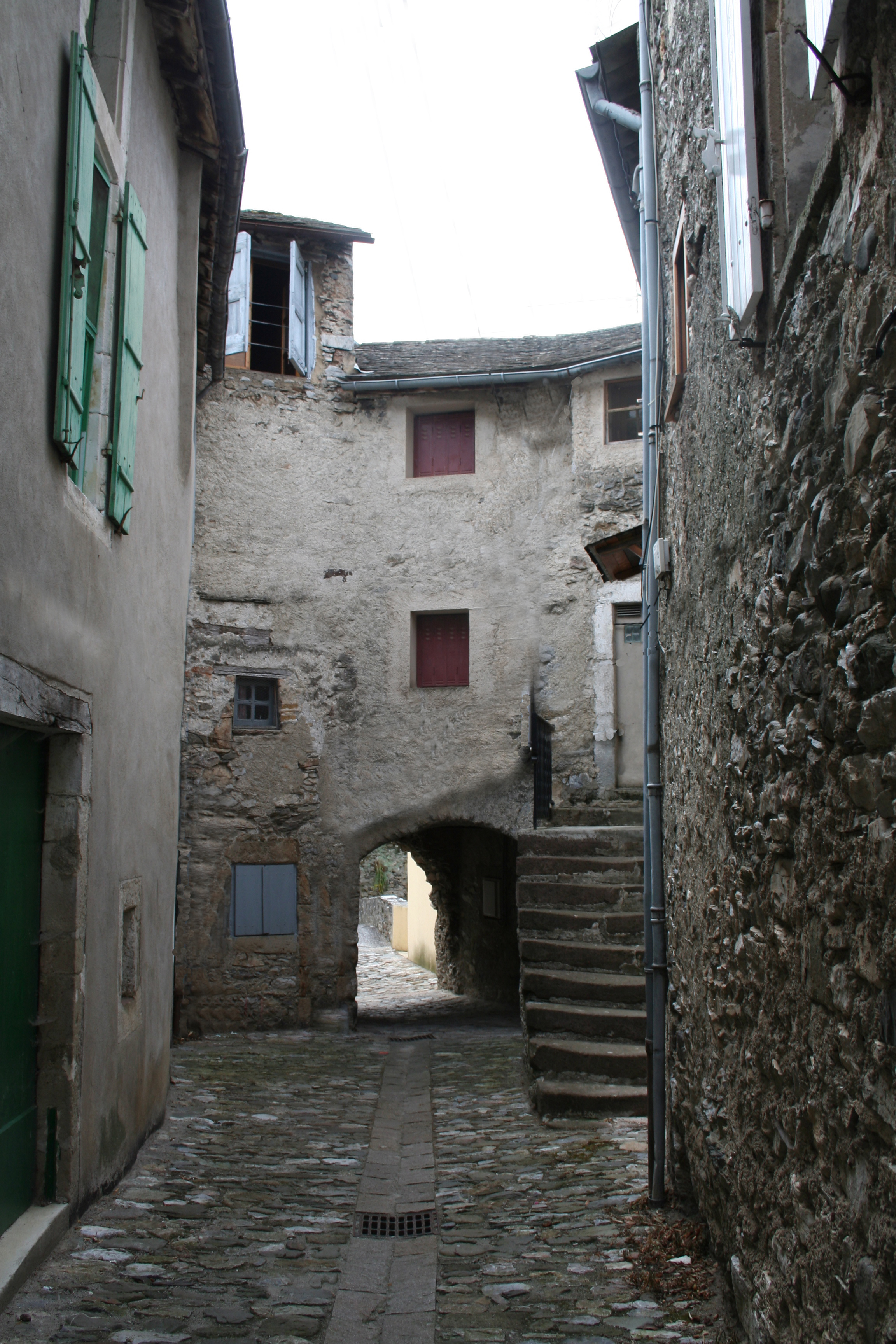

- Château fort (castellat) mentionné pour la première fois en 1060, pour lequel on trouve trace de travaux d'entretien encore en 1464, mais qui est en ruines dès avant la Révolution.

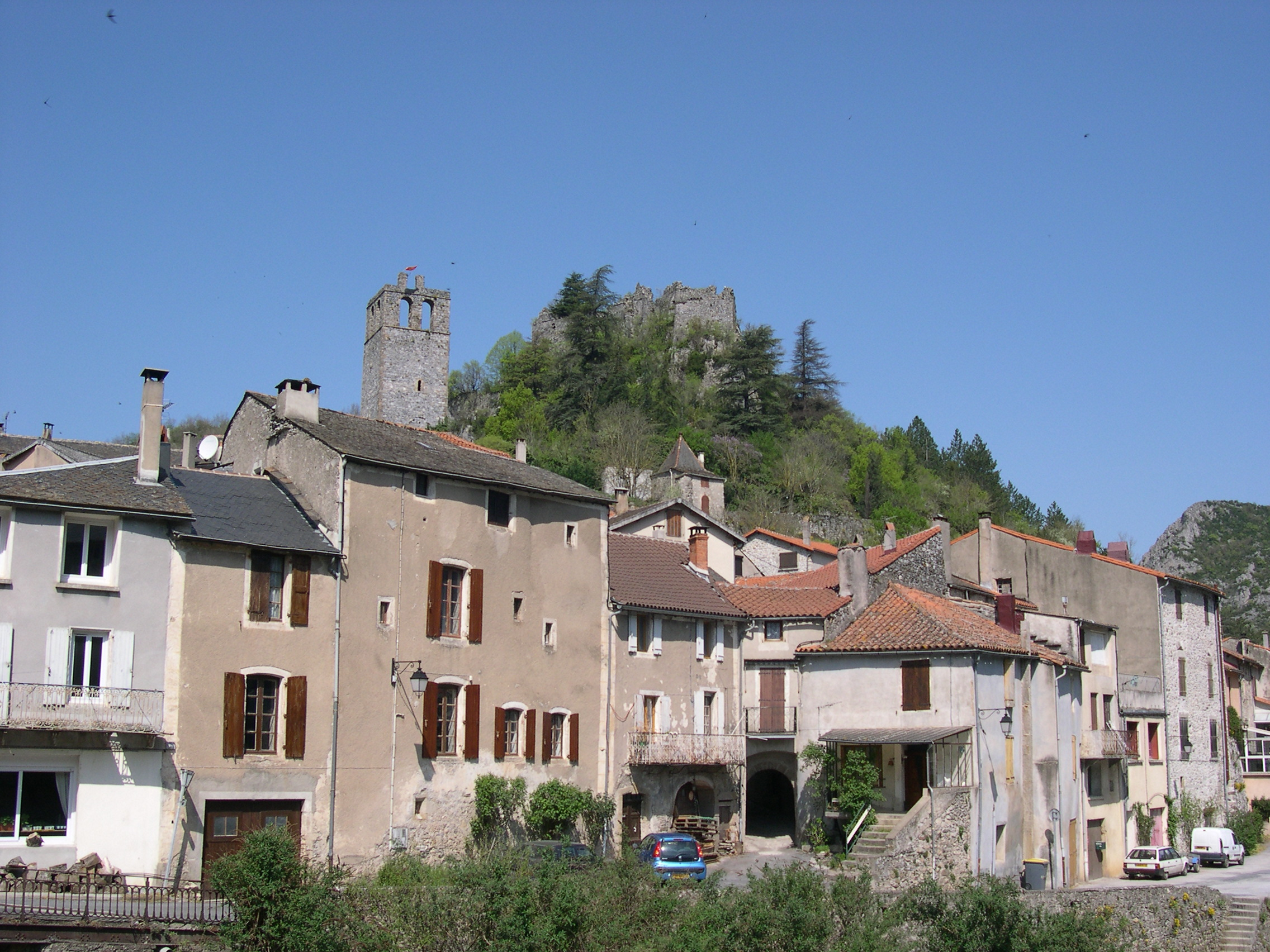
Au sommet, les ruines du château. Sur le flanc, la tour romane.
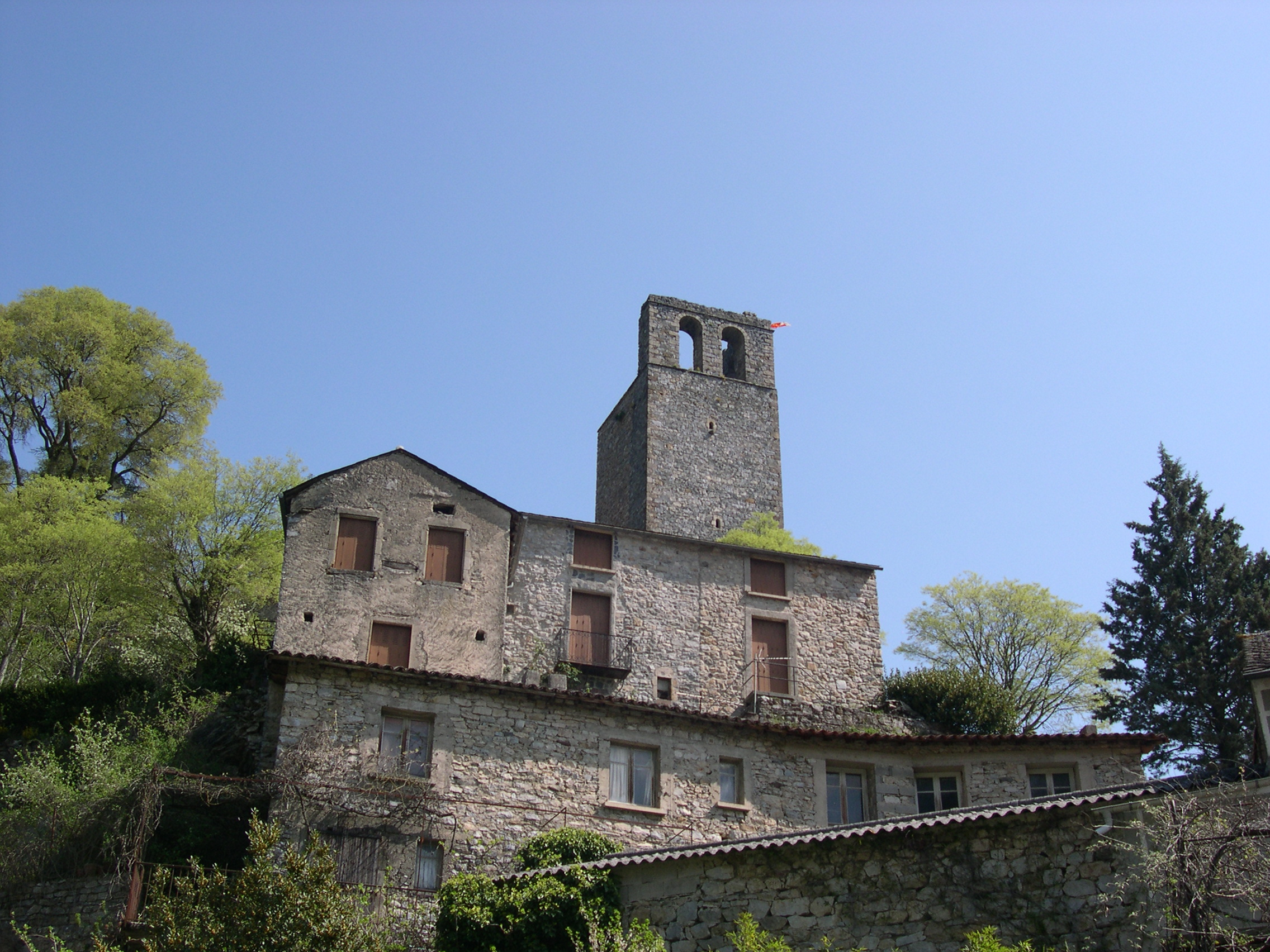
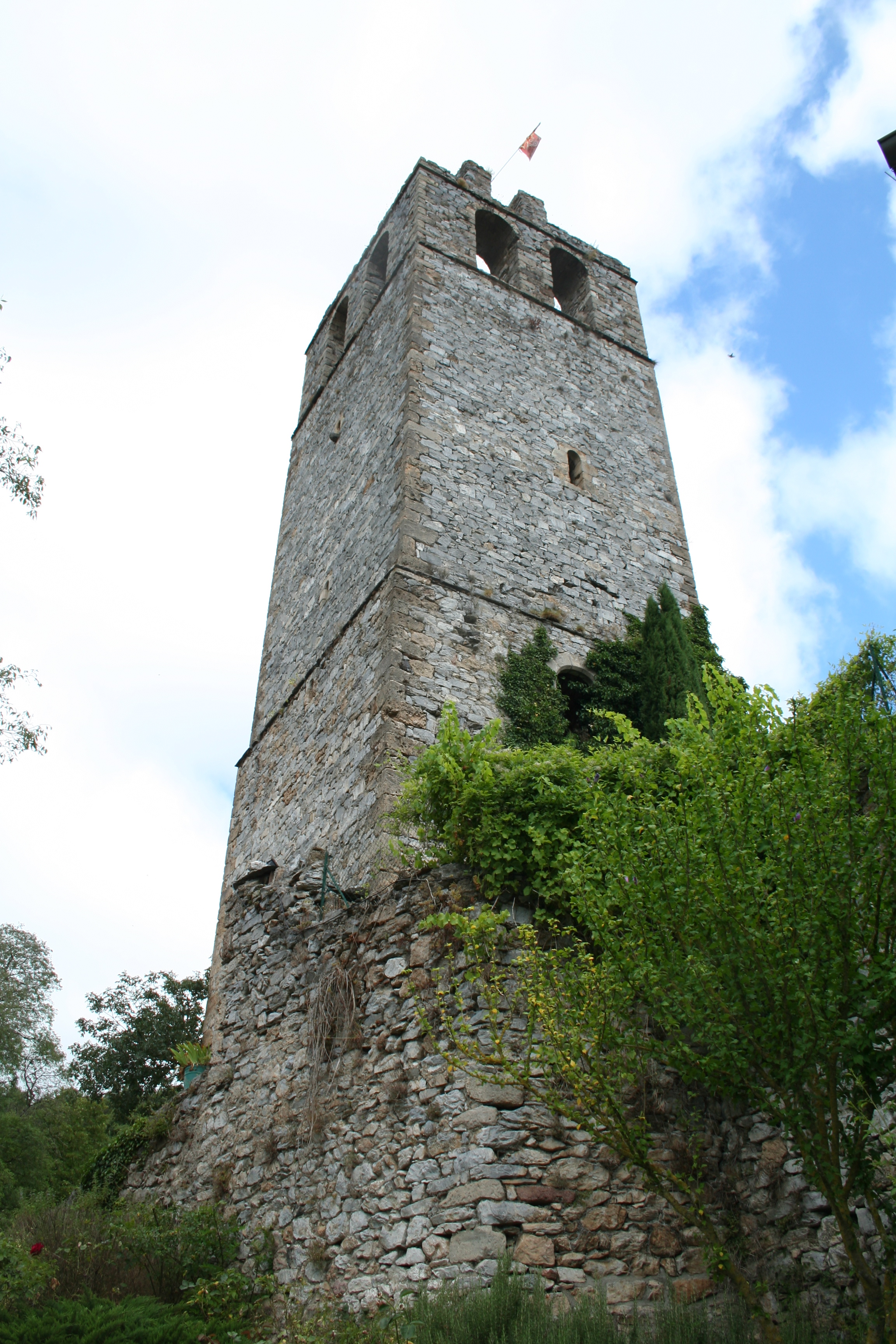

### Patrimoine religieux
- Chapelle Saint-Thomas de Brusque. Ancien ermitage dédié à saint Thomas Becket. La tradition veut que le Saint y ait séjourné. L'ermitage est attesté depuis 1552. Il y résida un ermite jusqu'à la Révolution française.

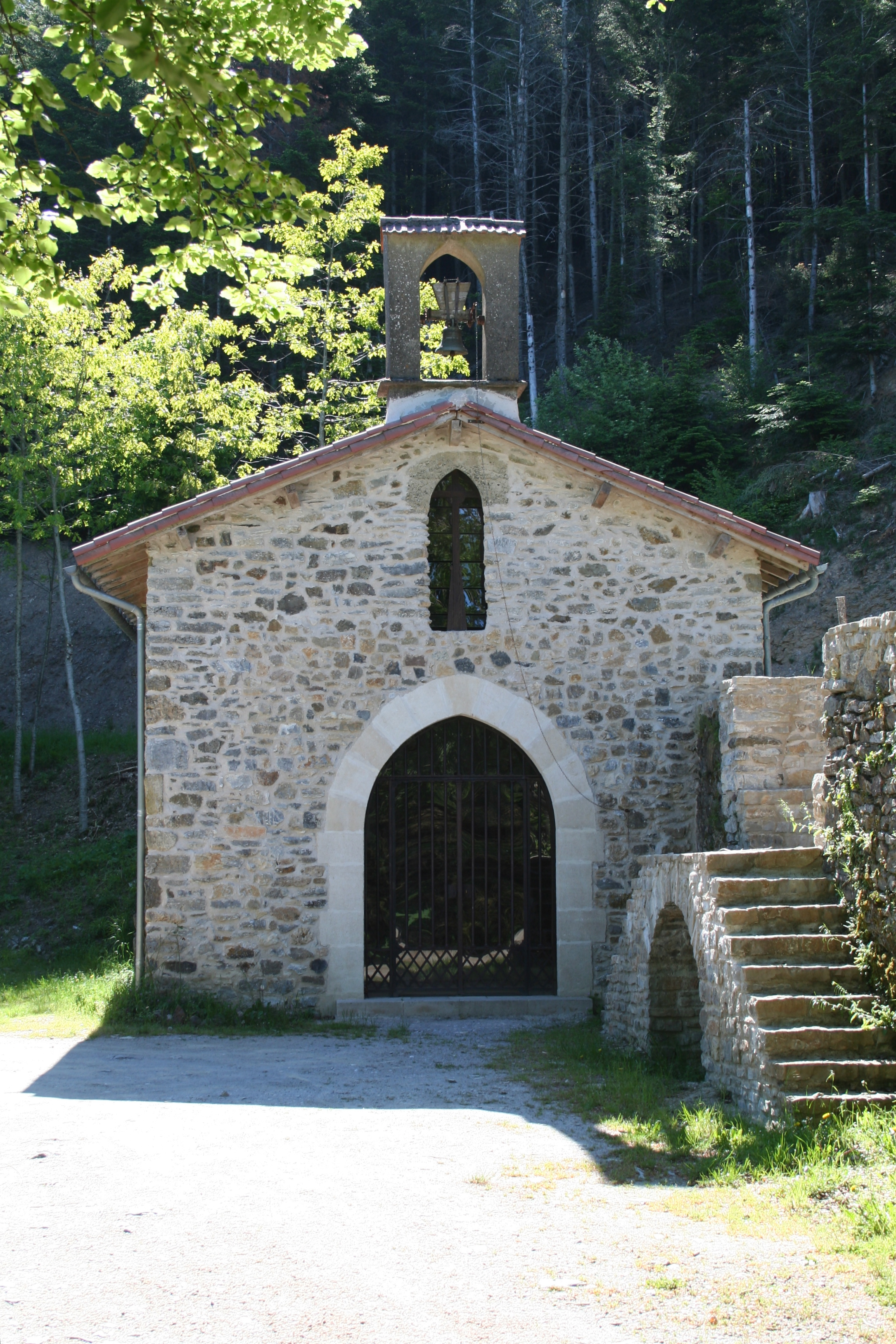
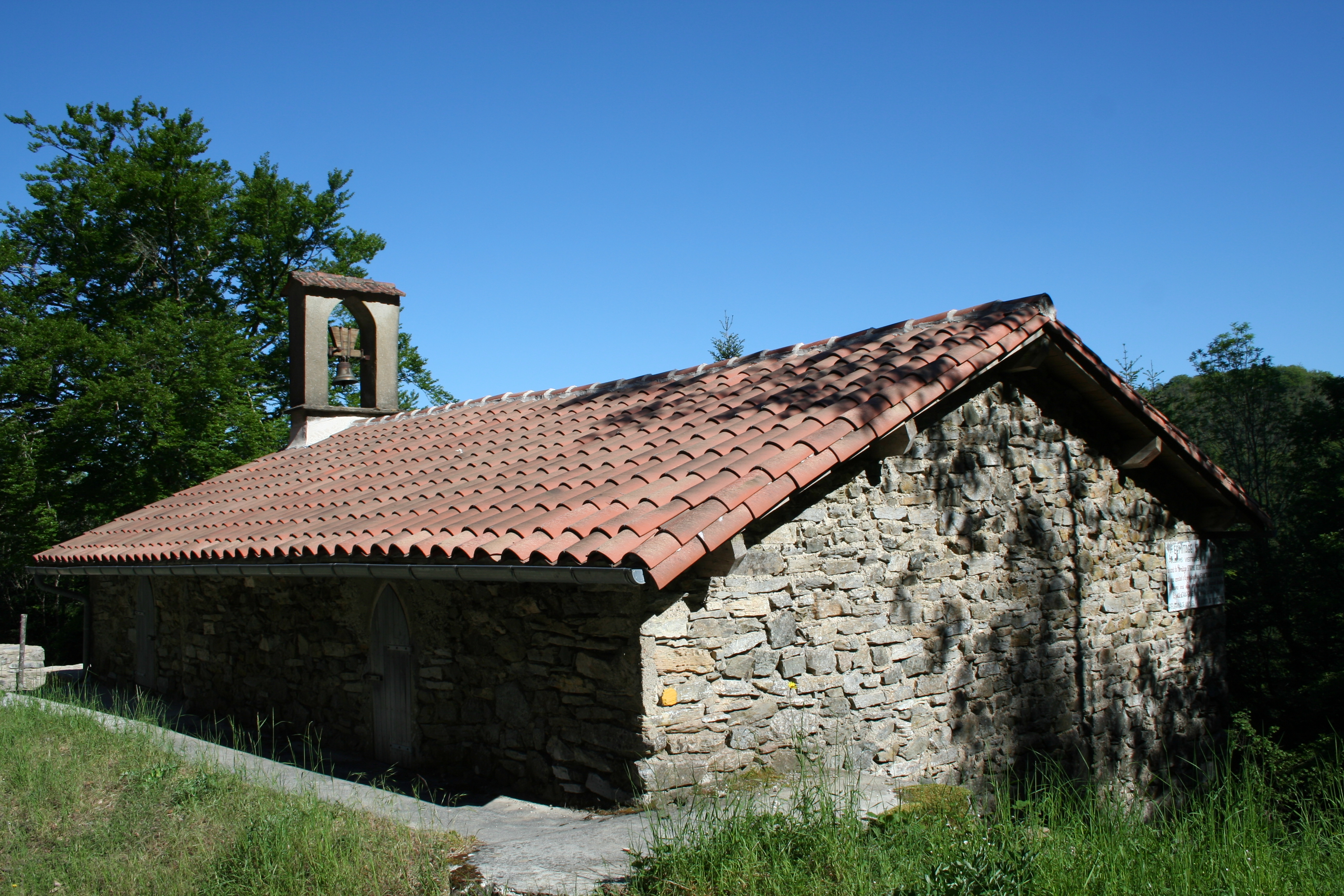
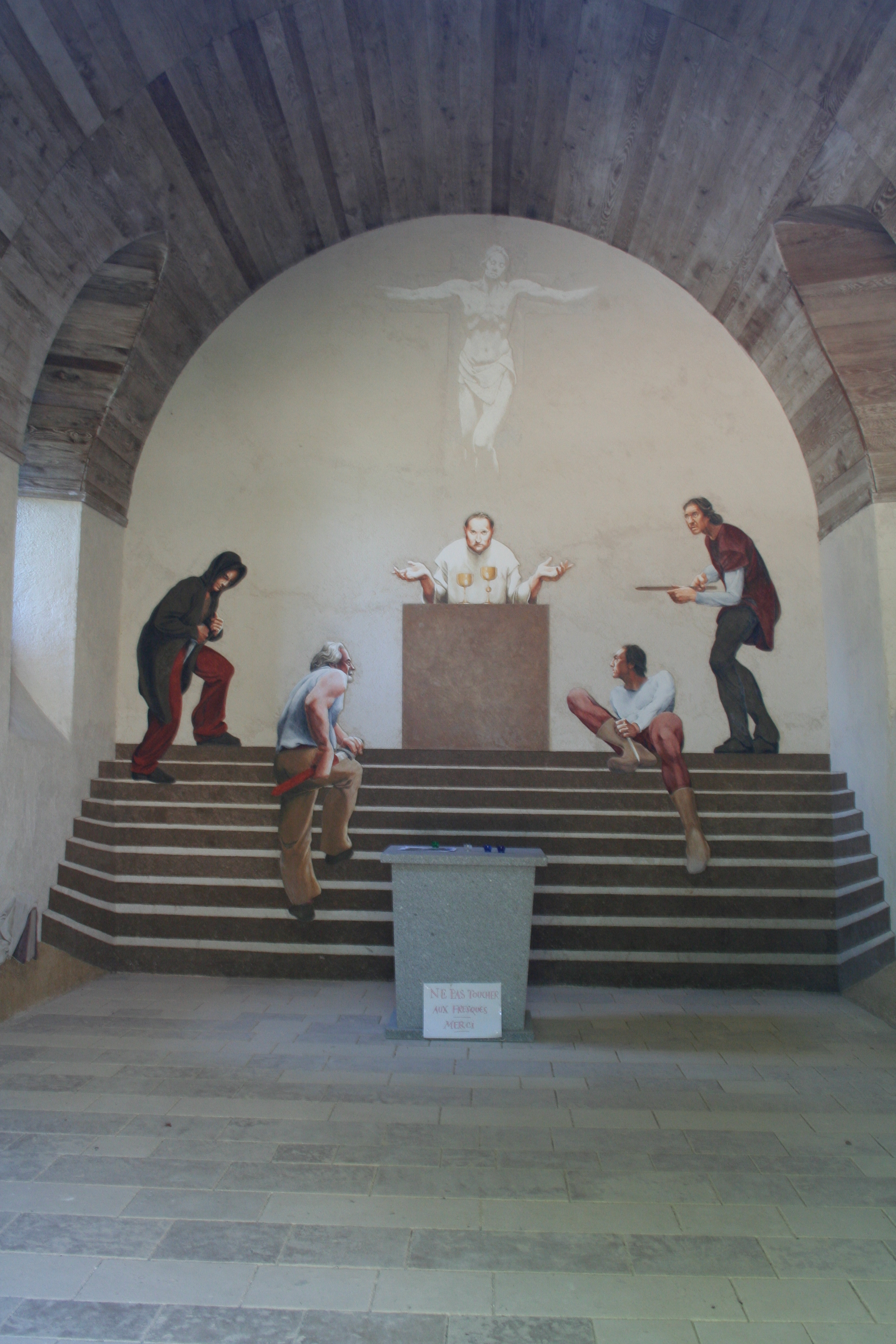
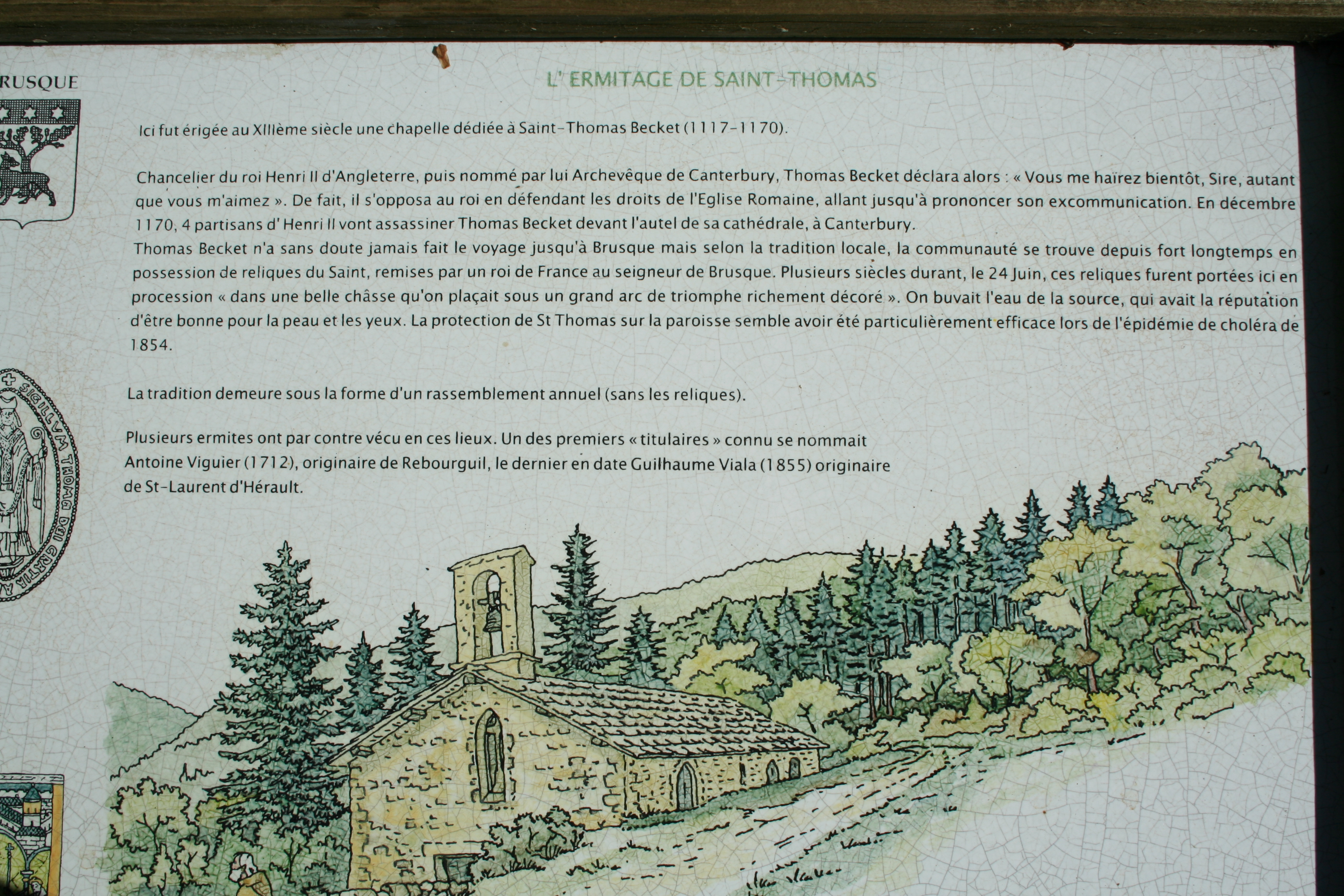

- Église Saint-Jacques de Brusque (inaugurée le 24 juin 1866).

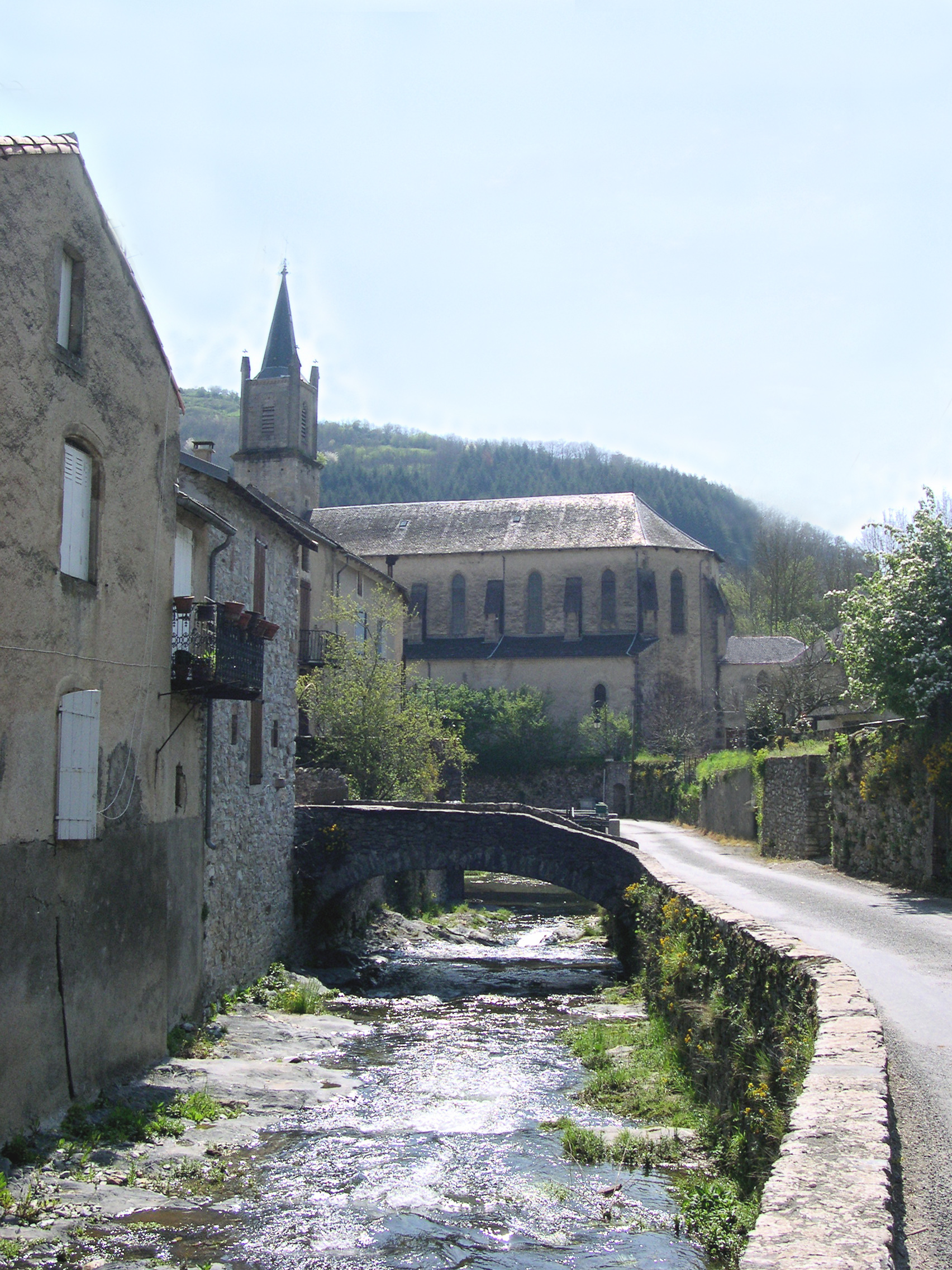
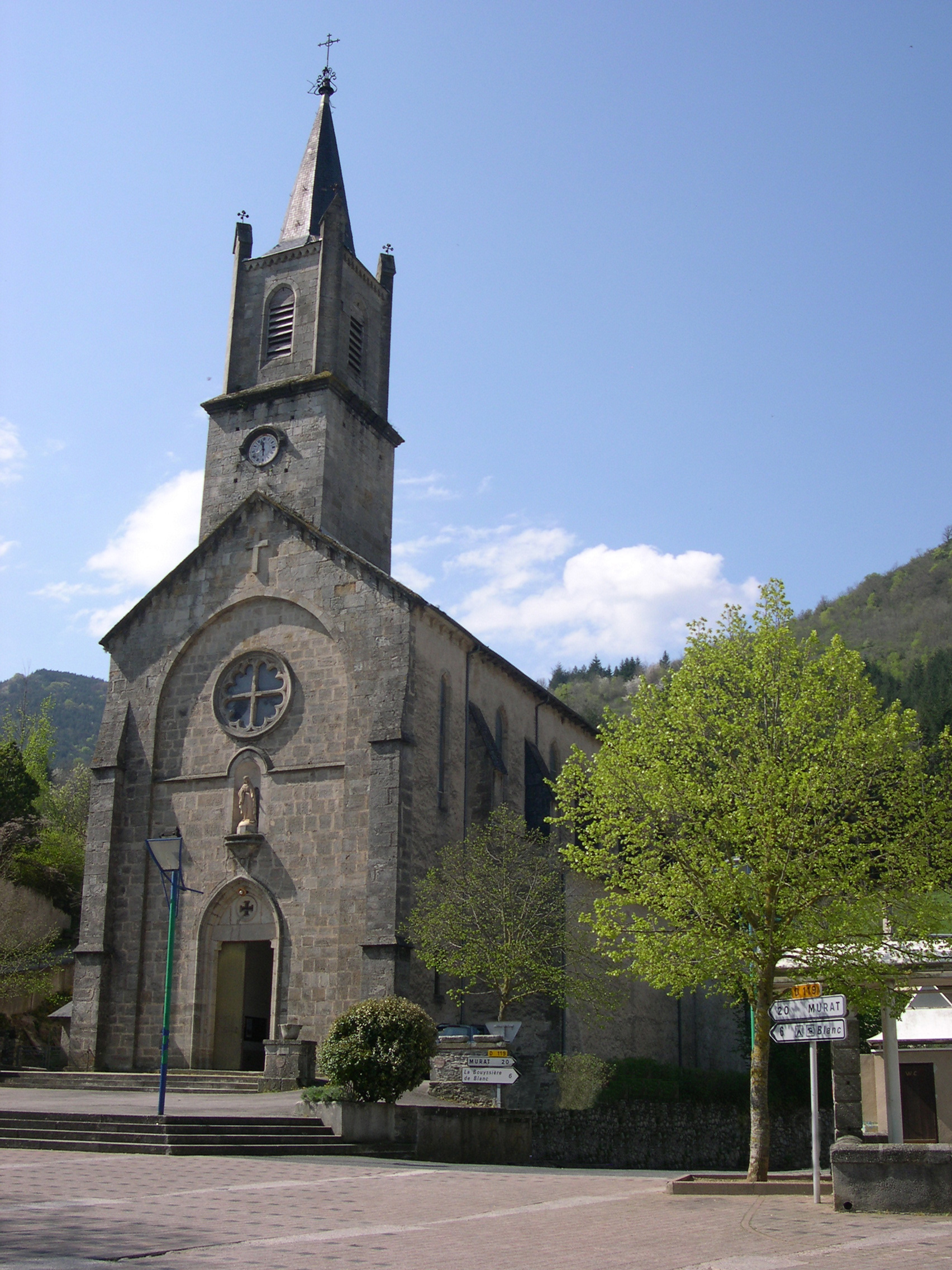
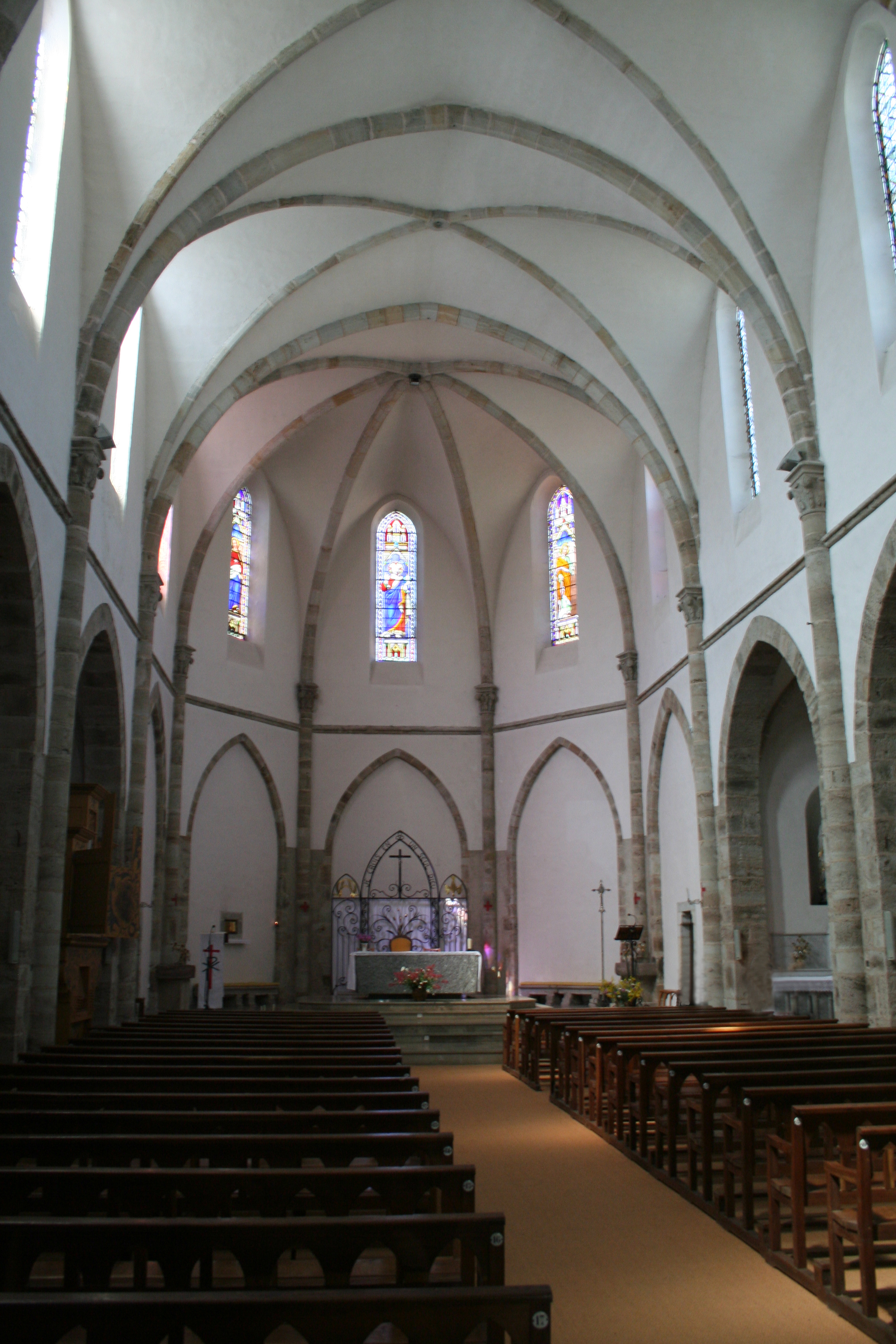
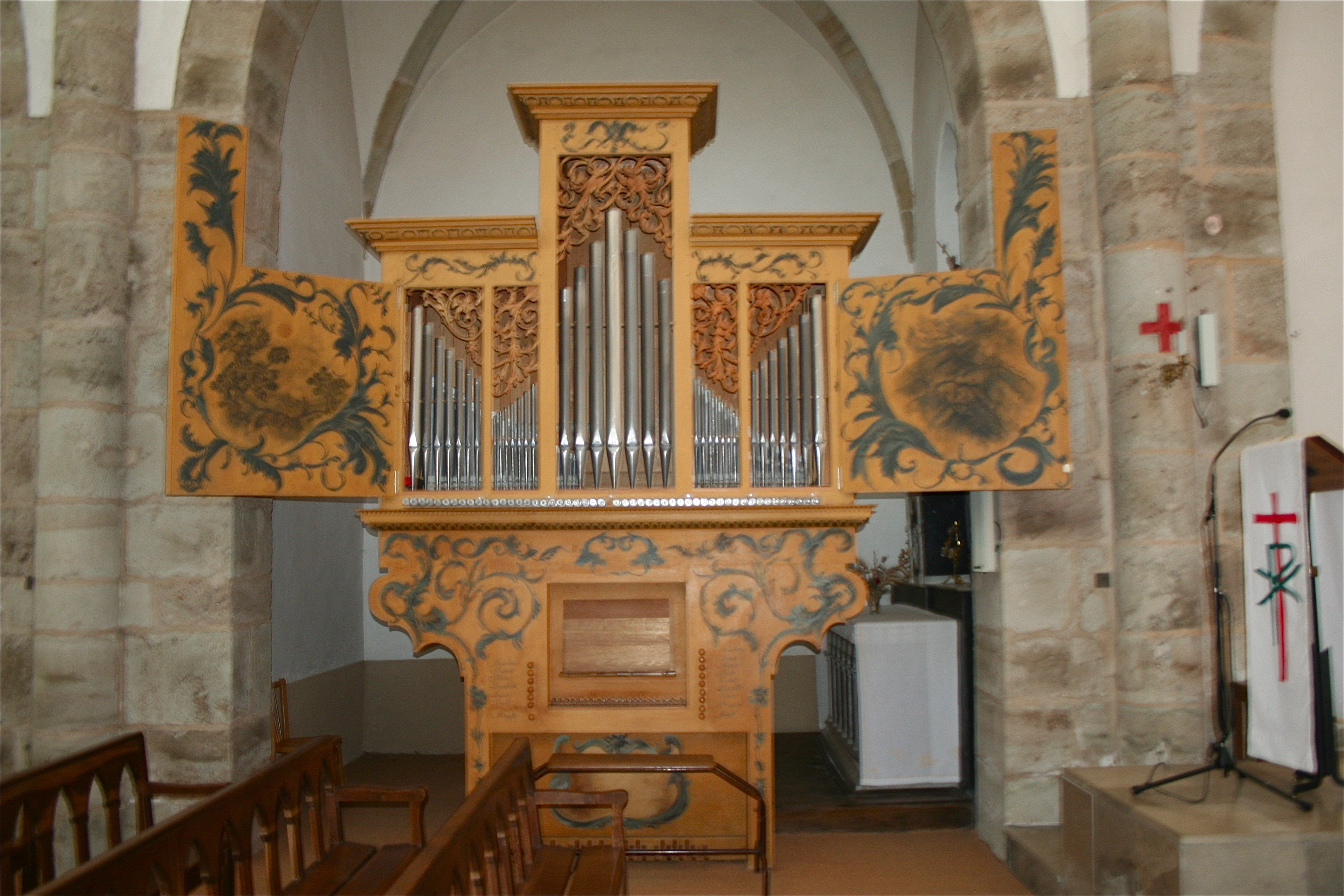

- Clocher de l'ancienne église Saint-Jacques du Castellat[58].
- Chapelle dite grotte des Baumes de grotte Notre-Dame.
- Temple protestant de Brusque.

### Vues d'ensemble et édifices divers

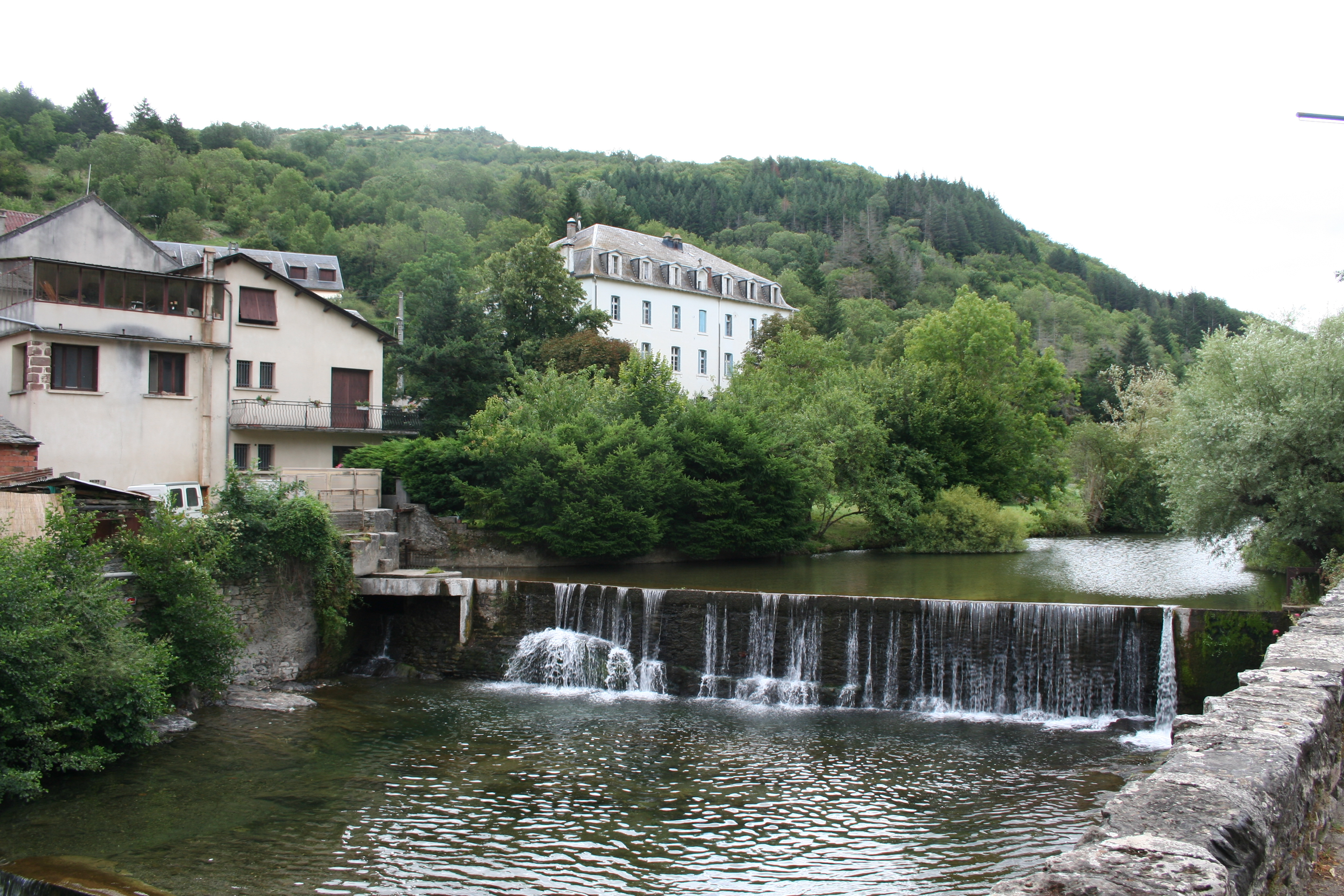
Le Dourdou.
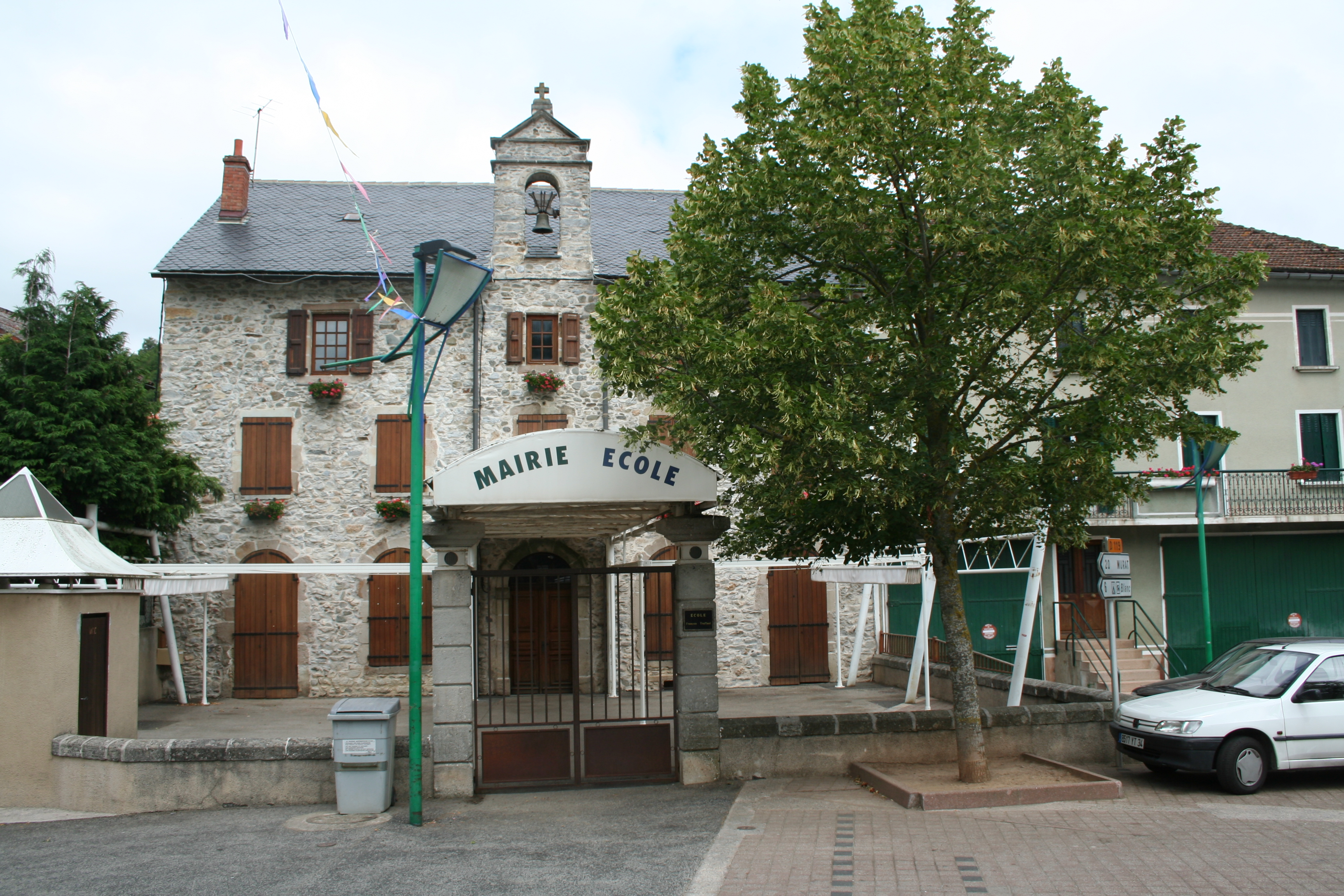
Mairie école.
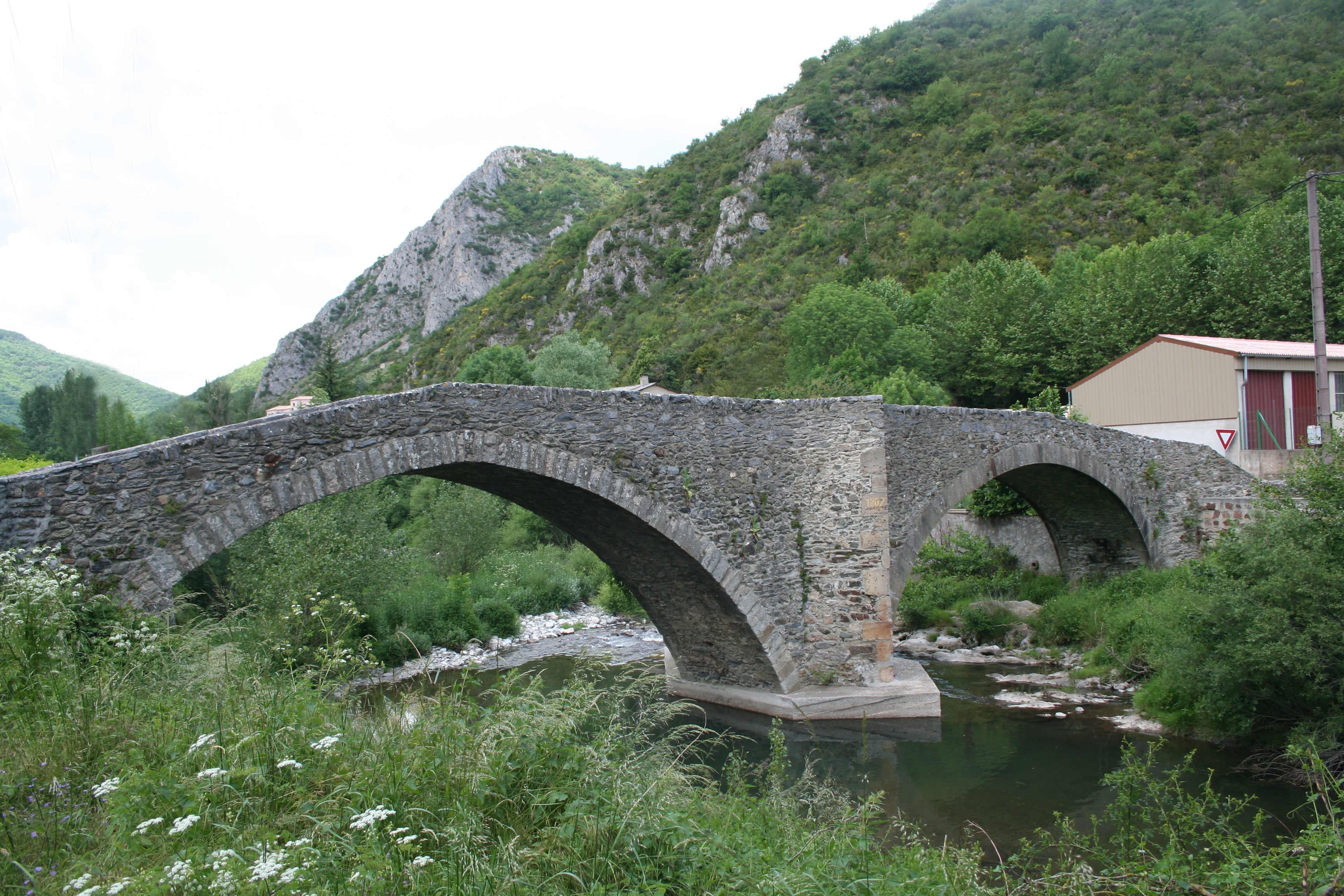
Pont vieux.
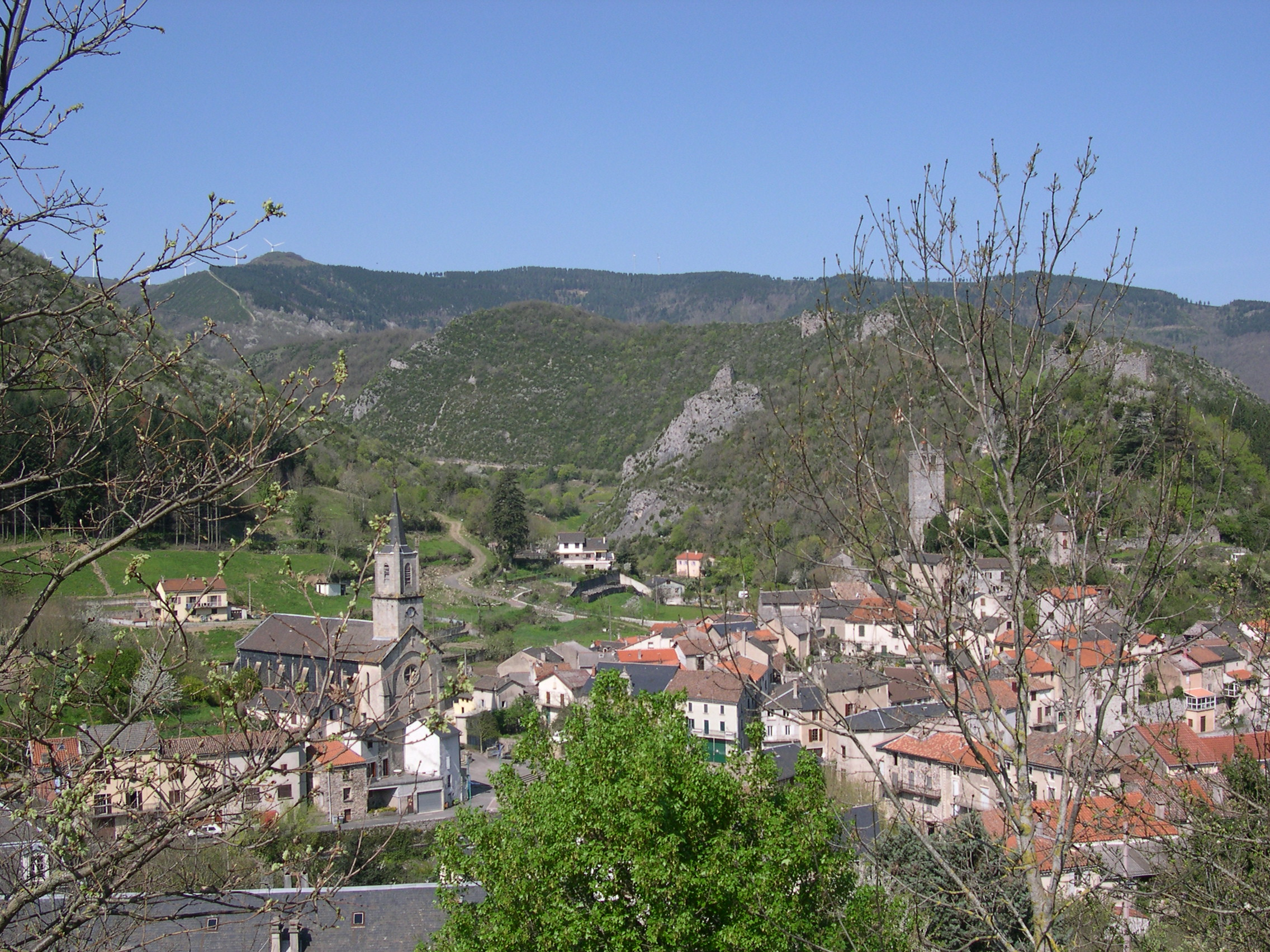
Vue générale.
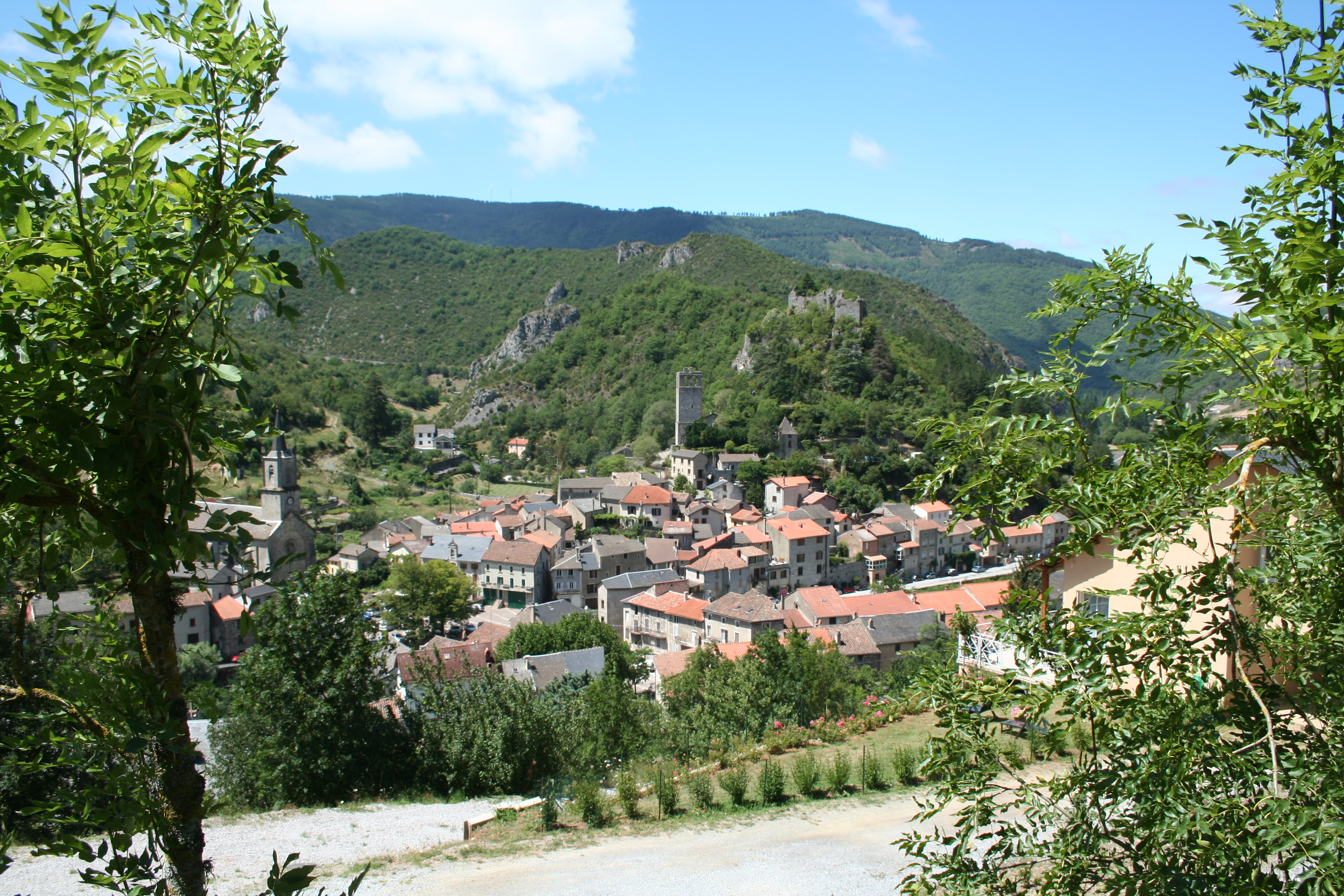
Vue générale.
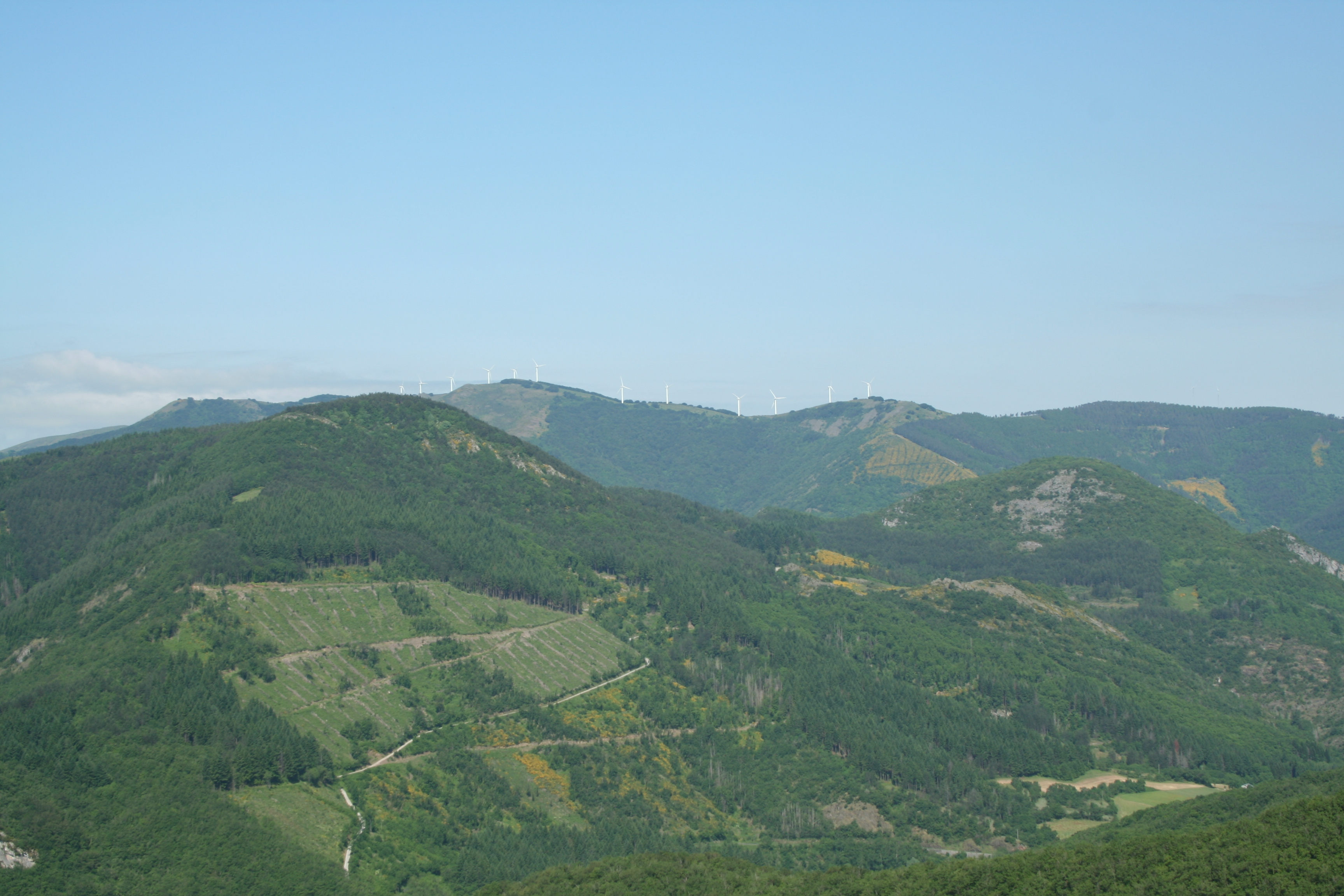
Le Merdelou et les éoliennes.

### Patrimoine culturel
Comme pour de nombreux villages du Rouergue méridional, les habitants de Brusque sont affublés d'un sobriquet collectif (ou escais). En l'occurrence, lous porto faïsses de Brusco (en écriture normalisée : los porta faisses de Brusca) signifie les porteurs de fagots de Brusque. Ce sobriquet évoque la difficulté des communications et la possibilité, négociée dès l'avènement du consulat, laissée aux habitants de la communauté de se procurer du bois de chauffage dans la forêt de Maravable.[réf. nécessaire]

### Personnalités liées à la commune
- Famille de Barrau de Muratel.
- Jeanne Canac[59] (1861-1952), femme écrivain, de son nom de plume Victor Féli.
- Pierre Bourguet (1902-1984), Le pasteur Bourguet a été Président de l’Église réformée de France, de 1955 à 1968, vice-président de la Fédération protestante de France, Président de la région européenne de l'Alliance réformée mondiale. Pierre Bourguet était aussi un aquarelliste apprécié. Il résidait volontiers dans sa maison du Castellat à Brusque, où il est décédé le 1er août 1984.
- Pierre Martin-Valat (1929-2013), écrivain catholique français, né à Brusque.
- André Gouzes (1943-2024), religieux dominicain et musicien, est un des principaux auteurs actuels de chants liturgiques chrétiens et l'animateur de l'abbaye de Sylvanès né à Brusque.
- Robert Ménard (1953) s'installe à Brusque dès le début des années 1960 et y vit jusqu'à ses études. Il est maire de la ville de Béziers.